# Lịch sử Việt Nam
- Sách: Lịch sử Việt Nam

Lịch sử Việt Nam nếu tính từ lúc có mặt con người sinh sống thì đã có hàng vạn năm trước Công Nguyên, còn tính từ khi cơ cấu nhà nước được hình thành thì vào khoảng từ năm 700 năm trước công nguyên.
Các nhà khảo cổ đã tìm thấy các di tích chứng minh loài người đã từng sống tại Việt Nam từ thời đại đồ đá cũ thuộc nền văn hóa Tràng An, Ngườm, Sơn Vi và Soi Nhụ. Vào thời kỳ đồ đá mới, nền văn hóa Hòa Bình – Bắc Sơn tại vùng này đã phát triển về chăn nuôi và nông nghiệp, đặc biệt là kỹ thuật trồng lúa nước. Những người Việt tiền sử trên vùng châu thổ sông Hồng – Văn minh sông Hồng và sông Mã này đã khai hóa đất để trồng trọt, tạo ra một hệ thống đê điều để chế ngự nước lụt của các sông, đào kênh để phục vụ cho việc trồng lúa và đã tạo nên nền văn minh lúa nước và văn hóa làng xã.
Truyền thuyết kể rằng từ năm 2879 TCN, nhà nước Xích Quỷ của người Việt đã hình thành, cùng thời với truyền thuyết về Tam Hoàng Ngũ Đế tại Trung Quốc. Tuy nhiên, đây chỉ là truyền thuyết dân gian, các nghiên cứu khảo cổ hiện chưa tìm được bằng chứng nào cho thấy nhà nước này từng tồn tại.
Đến thời kỳ đồ sắt, vào khoảng thế kỷ 8 TCN đã xuất hiện nhà nước đầu tiên của người Việt được khảo cổ học xác nhận trên miền Bắc Việt Nam ngày nay. Theo sử sách, đó là Nhà nước Văn Lang của các vua Hùng. Thời kỳ Vua Hùng được nhiều người ghi nhận là quốc gia có tổ chức đầu tiên của người Việt, bắt đầu với truyền thuyết Con Rồng cháu Tiên mà người Việt Nam tự hào truyền miệng từ đời này qua đời khác.

## Thời kỳ tiền sử
Lịch sử Việt Nam thời tiền sử (trước thời Hồng Bàng) chỉ được ghi nhận, dự đoán thông qua các di tích khảo cổ. Các truyền thuyết, dã sử đều có sau giai đoạn này.

### Thời đại đồ đá
Khu vực nay là Việt Nam đã có người ở từ thời kỳ đồ đá cũ. Các nhà khảo cổ đã tìm ra các dấu vết người thượng cổ cư ngụ tại hang Thẩm Hoi, Thẩm Khuyên (Lạng Sơn), núi Đọ (Thanh Hóa), Thung Lang (Ninh Bình) và Nga Sơn, Thanh Hóa cách đây hàng trăm nghìn năm. Thời kỳ này mực nước biển thấp hơn, và Việt Nam khi đó nối liền với bán đảo Malaysia, đảo Java, Sumatra và Kalimantan của Indonesia, với khí hậu ẩm và mát hơn bây giờ. Người Việt cổ khai thác đá gốc (ba-dan) ở sườn núi, ghè đẽo thô sơ một mặt, tạo nên những công cụ mũi nhọn, rìa lưỡi dọc, rìa lưỡi ngang, nạo,... bỏ lại nơi chế tác những mảnh đá vỡ (mảnh tước). Những di tích ở núi Đọ được coi là bằng chứng cổ xưa nhất về sự có mặt của con người tại vùng đất Việt, khi tổ chức xã hội loài người chưa hình thành.
Vào thời kỳ mà các nhà nghiên cứu gọi là Văn hóa Sơn Vi, những nhóm cư dân nguyên thủy tại đây đã sinh sống bằng hái lượm và săn bắt trong một hệ sinh thái miền nhiệt - ẩm với một thế giới động vật và thực vật phong phú, đa dạng cách đây 11-23 nghìn năm, cuối thế Canh Tân (Late Pleistocene).
Cách đây 15.000 – 18.000 năm trước, đây là thời kỳ nước biển xuống thấp. Đồng bằng Bắc Bộ bấy giờ kéo dài ra mãi đến tận đảo Hải Nam và các khu vực khác. Về mặt địa chất học thời kỳ khoảng 15 nghìn năm trước Công nguyên (cách đây khoảng 18 nghìn năm) là thời kỳ cuối của kỷ băng hà, nước biển dâng cao dần đến khoảng năm 8.000 năm trước đây thì đột ngột dâng cao khoảng 130m (tính từ tâm của kỳ băng hà là khu vực Bắc Mỹ). Nước biển ở lại suốt thời kỳ này cho đến và rút đi vào khoảng 5.500 năm trước đây. Ứng với thời kỳ này cùng với các di chỉ khảo cổ cho thấy nước biển đã ngập toàn bộ khu vực đồng bằng sông Hồng ngày nay đến tận Vĩnh Phúc trong suốt gần 3.000 năm.
Do chính đặc trưng về địa chất nên vùng đồng bằng sông Hồng, vịnh Bắc bộ không có điều kiện khai quật nền đất cổ đại có ở khoảng 8.000 năm trước Công nguyên (trước khi có đại hồng thủy) để xác nhận dấu vết của các nền văn minh khác nếu có. Trang sử Việt có một khoảng trống không xác định được từ khoảng năm trước 5.500 năm - 18.000 năm trước.
Sau thời kỳ văn hóa Sơn Vi là văn hóa Hòa Bình và Bắc Sơn, thuộc thời kỳ đồ đá mới. Văn hóa Hòa Bình được ghi nhận là cái nôi của nền văn minh lúa nước, xuất thân từ Đông Nam Á có niên đại trễ được tìm thấy vào khoảng 15.000 năm trước đây. Do đặc trưng địa chất về hồng thủy nên có thể một phần sự phát triển rực rỡ của nền văn hóa Hòa Bình có thể đã chưa bao giờ được nhận ra và tìm thấy. Các nhà khảo cổ đã liên kết sự khởi đầu của nền văn minh người Việt ở cuối thời kỳ đồ đá mới và đầu thời đại đồ đồng (vào khoảng hơn 5700 năm trước Công nguyên).

### Thời đại đồ đồng đá
Văn hóa Phùng Nguyên là một nền văn hóa tiền sử thuộc sơ kỳ thời đại đồ đồng, cuối thời đại đồ đá mới, cách đây chừng 4.000 năm đến 3.500 năm.  Phùng Nguyên là tên một làng ở xã Kinh Kệ, huyện Lâm Thao, tỉnh Phú Thọ, nơi đầu tiên tìm ra các di chỉ của nền văn hóa này.

### Thời đại đồ đồng
Văn hóa Đồng Đậu là nền văn hóa thuộc thời kỳ đồ đồng ở Việt Nam cách ngày nay khoảng 3.000 năm, sau văn hóa Phùng Nguyên, trước văn hóa Gò Mun. Tên của nền văn hóa này đặt theo tên khu di tích Đồng Đậu ở thị trấn Yên Lạc, huyện Yên Lạc, tỉnh Vĩnh Phúc.

### Thời đại đồ sắt
Đến khoảng năm 1200 TCN, sự phát triển của kỹ thuật trồng lúa nước và đúc đồ đồng trong khu vực sông Mã và đồng bằng sông Hồng đã dẫn đến sự phát triển của nền văn hóa Đông Sơn, nổi bật với các trống đồng. Các vũ khí, dụng cụ và trống đồng được khai quật của văn hóa Đông Sơn minh chứng cho việc kỹ thuật đúc đồ đồng bắt nguồn từ đây, nhiều mỏ đồng nhỏ xưa đã được khai quật ở miền Bắc Việt Nam. Ở đây các nhà khảo cổ đã tìm thấy quan tài và lọ chôn hình thuyền, nhà sàn, và bằng chứng về phong tục ăn trầu và nhuộm răng đen.

## Thời kỳ cổ đại (2879–179 TCN)

### Kỷ Hồng Bàng(?–258 TCN)

#### Truyền thuyết về nước Xích Quỷ
Theo một số sách cổ sử, các tộc người Việt cổ (Bách Việt) sinh sống ở miền Lĩnh Nam, bao gồm một vùng rộng lớn phía nam sông Trường Giang của Trung Quốc hiện nay đến vùng đồng bằng sông Hồng, sông Mã ở miền bắc Việt Nam. Truyền thuyết kể rằng nhà nước Xích Quỷ của các tộc người Việt đã được hình thành từ năm 2879 TCN tại vùng Hồ Động Đình (Hồ Nam, Trung Quốc ngày nay).
Hiện không có chứng cứ khảo cổ để khẳng định sự tồn tại của nước Xích Quỷ, nó chỉ mang tính huyền thoại giống như thời kỳ Tam Hoàng Ngũ Đế của Trung Hoa. Nếu thực sự tồn tại một liên minh của các bộ tộc người Việt cổ (Xích Quỷ) trong thời kỳ này thì có thể nói đây chỉ là một kiểu liên minh các bộ tộc lỏng lẻo giữa các nhóm tộc Việt khác nhau như Điền Việt ở Vân Nam, Dạ Lang ở Quý Châu, Mân Việt ở Phúc Kiến, Đông Việt ở Triết Giang, Sơn Việt ở Giang Tây, Nam Việt ở Quảng Đông, Âu Việt (Tây Âu) ở Quảng Tây, Lạc Việt ở miền bắc Việt Nam,... Các nhóm tộc Việt này có nhiều điểm khác nhau về ngôn ngữ, tập quán và địa bàn cư trú, quan hệ giữa các tộc này chủ yếu là trao đổi buôn bán chứ không có một nhà nước thống nhất.
Đến thời Xuân Thu–Chiến Quốc (thế kỷ VIII TCN đến thế kỷ III TCN), do các sức ép từ các vương quốc Sở, Tần ở miền Bắc Trung Quốc và làn sóng người Hoa Hạ chạy tị nạn chiến tranh từ miền Bắc xuống nên dần dần các tộc người Việt cổ bị mất lãnh thổ, một số bộ tộc Việt bị đồng hóa vào người Hoa Hạ. Đỉnh điểm là vào thời Tần Thủy Hoàng, lãnh thổ của Trung Hoa kéo xuống tận ven biển phía nam Quảng Đông.
Những biến động trong thời kỳ này cũng dẫn tới sự tan rã của liên minh của các tộc người Việt; từ thế kỷ VIII TCN trở đi từ các bộ tộc Việt cư trú tại các khu vực khác nhau ở miền nam sông Dương Tử đã hình thành nên các nhà nước khác nhau ở từng khu vực cũng như thời kỳ như: Nước Việt, Văn Lang, Việt Thường, Nam Việt, Âu Lạc, Quỳ Việt, Mân Việt, Đông Việt,... Các bộ tộc này từng bước bị các vương triều của người Hoa Hạ ở miền Bắc sông Dương Tử đánh bại thôn tính, hoặc là tự nội chiến với nhau dẫn tới suy yếu. Đến thời kỳ đế chế Hán khoảng thế kỷ I TCN, tất cả các nhà nước Việt đều bị thôn tính.

#### Nước Văn Lang  (Thế kỷ VII–258 TCN hoặc 218 TCN)

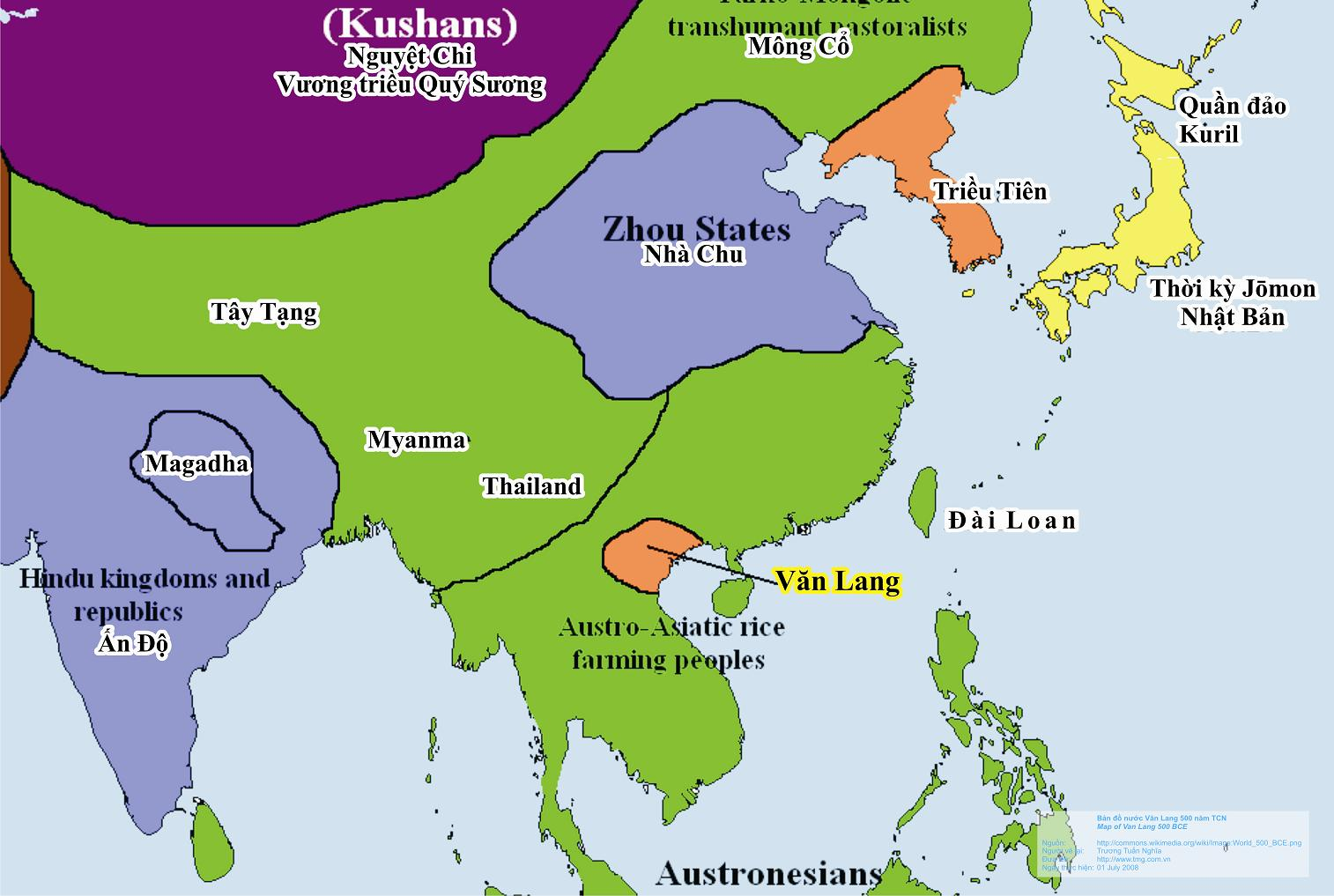
Lãnh thổ nước Văn Lang năm 500 TCN

Đến thế kỷ 8 TCN, các nhà nước độc lập của các tộc người Việt dần được hình thành khắp vùng phía Nam sông Dương Tử.
Các tài liệu nghiên cứu hiện đại cũng như các bằng chứng khảo cổ học phần lớn đều đồng ý theo ghi chép của Việt sử lược về một vương quốc Văn Lang của người Lạc Việt có niên đại thành lập vào thế kỷ VII TCN cùng thời Chu Trang Vương (696 TCN – 682 TCN) ở Trung Quốc. Vương quốc này tồn tại ở khu vực mà ngày nay là vùng trung du và đồng bằng Bắc Bộ cũng như ba tỉnh Thanh Hóa-Nghệ An-Hà Tĩnh. Nhà nước này có thể đã giao lưu buôn bán với các bộ tộc Việt khác, có thể là cả với nước Việt của Việt Vương Câu Tiễn ở khu vực hạ lưu sông Trường Giang (Trung Quốc) ngày nay.
Bộ máy nhà nước Văn Lang đã bước đầu phỏng theo thể chế quân chủ. Ở trung ương do vua Hùng đứng đầu, có các Lạc hầu và Lạc tướng giúp việc. Ở địa phương chia thành 15 bộ (là 15 bộ lạc của vùng đồng bằng Bắc Bộ trước khi nhà nước ra đời) do Lạc tướng cai quản. Dưới bộ là các làng do Bồ chính cai quản.

### Nhà Thục(257 hoặc 208 TCN – 179 TCN)
Đến thế kỷ III TCN, Thục Phán, thủ lĩnh của bộ tộc Âu Việt – một trong những bộ tộc của Bách Việt ở phía Bắc Văn Lang, đã đánh bại Hùng Vương thứ 18 lập nên nhà nước Âu Lạc. Nhà nước liên minh Âu Việt – Lạc Việt đã đánh bại cuộc xâm lược của nhà Tần. Nhà nước định đô tại Cổ Loa, thuộc huyện Đông Anh, Hà Nội ngày nay. Ông tự xưng là An Dương Vương.
Nước Âu Lạc của An Dương Vương bị Triệu Đà (một viên tướng cũ của nhà Tần) thôn tính năm 208 TCN (hoặc 179 TCN).

## Thời kỳ Bắc thuộc (179 TCN–939 SCN)

### Nhà Triệu(179 TCN–111 TCN)
Bắc thuộc là một vấn đề còn có hai quan điểm khác nhau từ xưa đến nay của lịch sử Việt Nam, phần lớn các quan điểm sử học thời phong kiến đều cho rằng nhà Triệu là một triều đại trong lịch sử Việt Nam, vì vậy thời Bắc thuộc bắt đầu từ năm 111 TCN khi nhà Hán đánh chiếm nước Nam Việt. Quan điểm thứ hai được xuất hiện từ thế kỷ XVIII khi sử gia Ngô Thì Sĩ phủ nhận nhà Triệu là triều đại chính thống của Việt Nam vì Triệu Đà vốn là người Hoa ở phương Bắc, là tướng theo lệnh Tần Thủy Hoàng mà đánh xuống phương Nam. Quan điểm này được tiếp nối bởi sử gia Đào Duy Anh trong thế kỷ XX, các sách lịch sử trong nền giáo dục tại Việt Nam hiện nay đều theo quan điểm này. Theo quan điểm thứ hai này thì thời Bắc thuộc trong lịch sử Việt Nam bắt đầu từ năm 179 TCN khi nhà Triệu đánh chiếm nước Âu Lạc của An Dương Vương.
Cuối thời Tần, Triệu Đà (người nước Triệu thời Chiến Quốc, nay là tỉnh Hà Bắc của Trung Quốc) được nhà Tần bổ nhiệm là Huyện lệnh huyện Long Xuyên, sau được Nhâm Ngao tự ý bổ nhiệm làm Quận úy quận Nam Hải (thuộc tỉnh Quảng Đông ngày nay).
Nhân khi nhà Tần rối loạn sau cái chết của Tần Thủy Hoàng (210 TCN), Triệu Đà đã tách ra cát cứ quận Nam Hải, sau đó đem quân thôn tính sáp nhập vương quốc Âu Lạc và quận Quế Lâm lân cận rồi thành lập một nước riêng, quốc hiệu Nam Việt với kinh đô đặt tại Phiên Ngung (nay là thành phố Quảng Châu, tỉnh Quảng Đông) vào năm 207 TCN.
Nước Nam Việt trong thời nhà Triệu bao gồm khu vực hai tỉnh Quảng Đông, Quảng Tây của Trung Quốc và miền Bắc Việt Nam ngày nay. Nam Việt được chia thành 4 quận: Nam Hải, Quế Lâm, Giao Chỉ và Cửu Chân. Biên giới phía bắc là hệ thống dãy núi Ngũ Lĩnh, biên giới phía nam là dãy Hoành Sơn.
Sau khi nhà Hán được thành lập và thống nhất toàn Trung Quốc, Triệu Đà xưng là Hoàng đế của nước Nam Việt để tỏ ý ngang hàng với nhà Tây Hán. Trong khoảng thời gian 68 năm (179 TCN – 111 TCN), miền Bắc Việt Nam hiện nay là một phần của nước Nam Việt, nước này có vua là người Trung Hoa và vị vua này không công nhận sự cai trị của nhà Hán.

### Bắc thuộc lần 1(111 TCN–40 SCN)
Năm 111 TCN, đội quân của Hán Vũ Đế xâm chiếm nước Nam Việt và sáp nhập Nam Việt vào đế chế Hán. Người Trung Quốc muốn cai quản miền châu thổ sông Hồng để có điểm dừng cho tàu bè đang buôn bán với Đông Nam Á. Trong thế kỷ I, các tướng Lạc Việt vẫn còn được giữ chức, nhưng Trung Quốc bắt đầu chính sách đồng hóa các lãnh thổ bằng cách tăng thuế và cải tổ luật hôn nhân để biến Việt Nam thành một xã hội phụ hệ để dễ tiếp thu quyền lực chính trị hơn.

### Hai Bà Trưng(40–43)
Một cuộc khởi nghĩa do Hai Bà Trưng lãnh đạo đã nổ ra ở quận Giao Chỉ, tiếp theo sau đó là các quận Cửu Chân, Nhật Nam, Hợp Phố và các địa phương khác của vùng Lĩnh Nam (mà theo cổ sử Việt ghi nhận là có tất cả 65 thành trì) hưởng ứng trong năm 40. Sau đó, nhà Hán phái tướng Mã Viện sang đàn áp cuộc khởi nghĩa này. Sau 3 năm giành độc lập, cuộc khởi nghĩa bị tướng Mã Viện đàn áp. Do bị cô lập và quân đội chưa tổ chức hoàn thiện nên Hai Bà Trưng không đủ sức chống cự lại quân do Mã Viện chỉ huy. Hai Bà Trưng đã tự vẫn trên dòng sông Hát để giữ vẹn khí tiết.

### Bắc thuộc lần 2(43–544)
Tiếp theo sau nhà Hán, các triều đại phong kiến Trung Quốc kế tiếp khác như Đông Ngô, nhà Tấn, Lưu Tống, Nam Tề, nhà Lương lần lượt thay nhau đô hộ Việt Nam, người Việt cũng đã nhiều lần nổi dậy chống lại sự cai trị của ngoại bang, tuy nhiên tất cả đều không thành công cho mục tiêu giành độc lập.
Các cuộc nổi dậy tiêu biểu như khởi nghĩa anh em Triệu Quốc Đạt và Triệu Thị Trinh vào thời thuộc Đông Ngô. Cuộc nổi dậy của anh em Lý Trường Nhân và Lý Thúc Hiến từ thời bắc thuộc Lưu Tống, Nam Tề từ năm 468 đến 485.

### Nhà Tiền Lý(544–602)
Năm 541, Lý Bí nổi dậy khởi nghĩa, đã đánh đuổi được thứ sử Tiêu Tư nhà Lương, sau 3 lần đánh bại quân Lương những năm kế tiếp, Lý Bí tự xưng đế tức là Lý Nam Đế, lập ra nước Vạn Xuân vào năm 544. Đến năm 545, nhà Lương cử Trần Bá Tiên và Dương Phiêu sang đánh nước Vạn Xuân, Lý Nam Đế bị thua trận, giao lại binh quyền cho Triệu Quang Phục. Sau khi Lý Nam Đế mất, Triệu Quang Phục đánh đuổi được quân Lương vào năm 550, bảo vệ được nước Vạn Xuân. Ông tự xưng là Triệu Việt Vương, đến năm 571, một người cháu của Lý Nam Đế là Lý Phật Tử đã cướp ngôi Triệu Việt Vương, tiếp tục giữ được sự độc lập cho người Việt thêm 20 năm nữa cho đến khi nhà Tùy sang đánh năm 602.

### Bắc thuộc lần 3(602– 905)

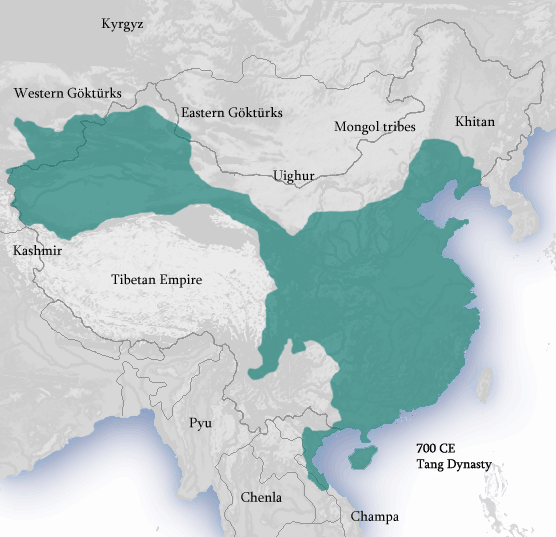
Bản đồ Nhà Đường khoảng năm 700, lãnh thổ An Nam đô hộ phủ ở phía Nam.

Kế tiếp nhà Tùy, nhà Đường đô hộ Việt Nam gần 300 năm. Trung Quốc đến thời Đường đạt tới cực thịnh, bành trướng ra 4 phía, phía bắc lập ra An Bắc đô hộ phủ, phía đông đánh nước Cao Ly lập ra An Đông đô hộ phủ, phía tây lập ra An Tây đô hộ phủ và phía nam lập ra An Nam đô hộ phủ, tức là lãnh thổ nước Vạn Xuân cũ.
Trong thời kỳ thuộc nhà Đường, đã nổ ra các cuộc khởi nghĩa chống Bắc thuộc của người Việt như khởi nghĩa Lý Tự Tiên và Đinh Kiến, khởi nghĩa Mai Hắc Đế, khởi nghĩa Phùng Hưng và khởi nghĩa Dương Thanh từ cuối thế kỷ VII đến thế kỷ IX.
Từ sau loạn An Sử (756–763), nhà Đường suy yếu và bị mất thực quyền kiểm soát với nhiều địa phương do các phiên trấn cát cứ, không kiểm soát nổi phía nam. An Nam đô hộ phủ bị các nước láng giềng Nam Chiếu, Chăm Pa, Sailendra vào cướp phá và giết hại người bản địa rất nhiều, riêng Nam Chiếu đã giết và bắt đến 15 vạn người, quân Đường bị đánh bại nhiều lần. Tới năm 866, nhà Đường kiểm soát trở lại và đổi gọi là Tĩnh Hải quân.
Cuối thế kỷ IX, nhà Đường bị suy yếu trầm trọng sau cuộc nổi loạn của Hoàng Sào và các chiến tranh quân phiệt tại Trung Quốc. Tại Việt Nam, năm 905, một hào trưởng địa phương người Việt là Khúc Thừa Dụ đã chiếm giữ thủ phủ Đại La, bắt đầu thời kỳ tự chủ của người Việt.

### Ảnh hưởng đến văn hóa Việt Nam
Các triều đại Trung Hoa cố gắng đồng hóa dân tộc Việt Nam theo tộc Hán. Tuy vậy, mặc dù chịu nhiều ảnh hưởng về tổ chức thể chế chính trị, xã hội, văn hóa của Trung Quốc, nhưng người Việt Nam vẫn giữ được nhiều bản chất nền tảng văn hóa dân tộc vốn có của mình sau một nghìn năm đô hộ.
Người Việt cũng chịu ảnh hưởng của Phật giáo Đại thừa đang phát triển ở Đông Á, mặc dù lúc đó Đông Nam Á đã chịu ảnh hưởng của Ấn Độ giáo và Phật giáo Nguyên thủy. Phật giáo Đại thừa được hòa trộn với Nho giáo, Lão giáo và thêm vào đó là các tín ngưỡng dân gian địa phương.

### Thời kỳ tự chủ (905–939)

#### Họ Khúc(905–923 hoặc 930)
Năm 905, Khúc Thừa Dụ đã xây dựng chính quyền tự chủ của người Việt nhân khi nhà Đường suy yếu, đặt nền móng cho nền độc lập của Việt Nam.
Năm 907, Khúc Thừa Dụ mất, con là Khúc Hạo lên thay, cho tiến hành cải cách, mà đời sau gọi là Cải cách Khúc Hạo, với chính sách chủ trương là "khoan thứ sức dân"; "chính sự cốt chuộng, giản dị, nhân dân đều được yên vui"
Năm 917, Khúc Hạo mất, con là Khúc Thừa Mỹ lên làm Tĩnh hải quân Tiết độ sứ. Tuy nhiên, về đối nội, thì ông không tiếp tục chính sách "khoan thứ sức dân" mà Khúc Hạo đã áp dụng. Nhân dân tại Tĩnh Hải quân phải lao dịch nặng nề, do đó sự ủng hộ với họ Khúc không còn được như trước. Về mặt đối ngoại, Khúc Thừa Mỹ chủ trương kết thân với nhà Hậu Lương ở Trung Nguyên mà gây hấn với nước Nam Hán liền kề. Năm 919, ông sai sứ sang Biện Kinh xin tiết việt của nhà Hậu Lương. Vua Lương là Mạt Đế Chu Hữu Trinh bấy giờ bận đối phó với các nước lớn ở Trung Nguyên nên ban tiết việt cho Khúc Thừa Mỹ và phong ông làm Tiết độ sứ Giao Châu.
Được sự hậu thuẫn của Hậu Lương, Thừa Mỹ chủ quan cho rằng uy thế của nhà Lương rộng lớn ở Trung Nguyên có thể kìm chế được Nam Hán nhỏ hơn ở Quảng Châu. Ông công khai gọi nước Nam Hán là "ngụy đình" (triều đình tiếm ngôi, không chính thống). Chính sách đối ngoại đó của Khúc Thừa Mỹ khiến vua Nam Hán tức giận và quyết định sai Lý Khắc Chính cầm quân sang đánh chiếm Tĩnh Hải quân.
Do mất sự ủng hộ của nhân dân trong nước, nhà Hậu Lương thừa nhận ông cũng sắp bị diệt vong lại ở quá xa càng không thể hỗ trợ được gì, Khúc Thừa Mỹ đơn độc và bị thua trận. Đến mùa thu tháng 7 năm 923 (hoặc năm 930), vua Nam Hán Lưu Nghiễm sai tướng là Lý Khắc Chính (hoặc Lý Thủ Dung và Lương Khắc Trinh) đem quân sang đánh Giao Châu. Khúc Thừa Mỹ không chống được, thua trận, và bị bắt đưa về Phiên Ngung. Sau đó, Vua Nam Hán cử Lý Tiến làm Thứ sử Giao Châu
Về thời gian kết thúc, thì sử sách chép không thống nhất về thời gian Nam Hán xâm lược Tĩnh Hải quân. Hai sách cổ sử Việt Nam là Đại Việt Sử ký Toàn thư và Khâm định Việt sử Thông giám cương mục chép thời gian này là tháng 7 Âm lịch năm 923, tức là 3 tháng trước khi nhà Hậu Lương mất. Sách Việt Nam sử lược cũng lấy năm 923.
Các sách sử Việt Nam hiện đại căn cứ vào các sách sử cổ của Trung Quốc như Tư trị Thông giám (ra đời thời nhà Tống) và Tân Ngũ Đại sử đều ghi năm 930. Hai cuốn sử cổ này của Trung Quốc đều ra đời trước các sách Đại Việt Sử ký Toàn thư và Khâm định Việt sử Thông giám cương mục của Việt Nam nên được các nhà sử học Việt Nam coi là nguồn thông tin đáng tin cậy hơn. Trong các sách sử cổ của Việt Nam có An Nam chí lược, Đại Việt sử lược và Việt sử tiêu án cũng chép gián tiếp năm 930 là năm họ Khúc mất (Việt sử Tiêu án tính họ Khúc từ năm 880 tới năm 930 là 51 năm). Các nhà sử học hiện nay khi chú giải sách Đại Việt Sử ký Toàn thư cũng đưa ra câu hỏi không rõ sách này và Khâm định Việt sử Thông giám cương mục căn cứ vào đâu để ghi Nam Hán bắt Khúc Thừa Mỹ vào năm 923.
Tính từ Khúc Thừa Dụ đến Khúc Thừa Mỹ, họ Khúc cầm quyền được 3 đời. Theo thuyết thứ nhất, họ Khúc cầm quyền 18 năm (905-923). Theo thuyết thứ hai, họ Khúc cầm quyền 25 năm (905-930).
Họ Dương (931-937)
Sau khi nhà Nam Hán cai trị nước ta, đến năm 931, Dương Đình Nghệ lúc này ở Ái Châu (Thanh Hóa) tìm cách báo thù cho họ Khúc; theo Khâm định Việt sử thông giám cương mục, Dương Đình Nghệ có ý chí khôi phục Giao Châu. Ông nuôi 3.000 giả tử (con nuôi), đặt ra trường đánh vật, chiêu tập các hào kiệt, lấy đại nghĩa khuyến khích họ
Lý Tiến lo sợ, sai người cấp báo cho vua Nam Hán, cùng năm ấy, Dương Đình Nghệ đem quân vây Lý Tiến. Vua Nam Hán sai Trần Bảo (hoặc Trình Bảo) đem quân sang cứu, nhưng đến nơi thì Dương Đình Nghệ đã hạ được thành. Lý Tiến trốn về nước, Trần Bảo vây thành, Dương Đình Nghệ đem quân ra đánh giết chết Trần Bảo.
Dương Đình Nghệ giữ lấy thành, tự xưng là Tĩnh Hải quân Tiết độ sứ nhận lĩnh việc châu.
Nhưng đến năm 937, ông bị một người con nuôi là Kiều Công Tiễn sát hại. Nghe tin, nha tướng và cũng là con rể của ông là Ngô Quyền đã kéo quân từ Ái Châu ra Bắc và giết chết Kiều Công Tiễn
Ngô Quyền thắng quân Nam Hán xâm lược (938)
Bài chi tiết: Trận Bạch Đằng (938)

## Thời kỳ quân chủ (939–1945)

Bản đồ hoạt hình về sự thay đổi lãnh thổ của Việt Nam, 1009–1945

### Thời kỳ độc lập (939–1407)

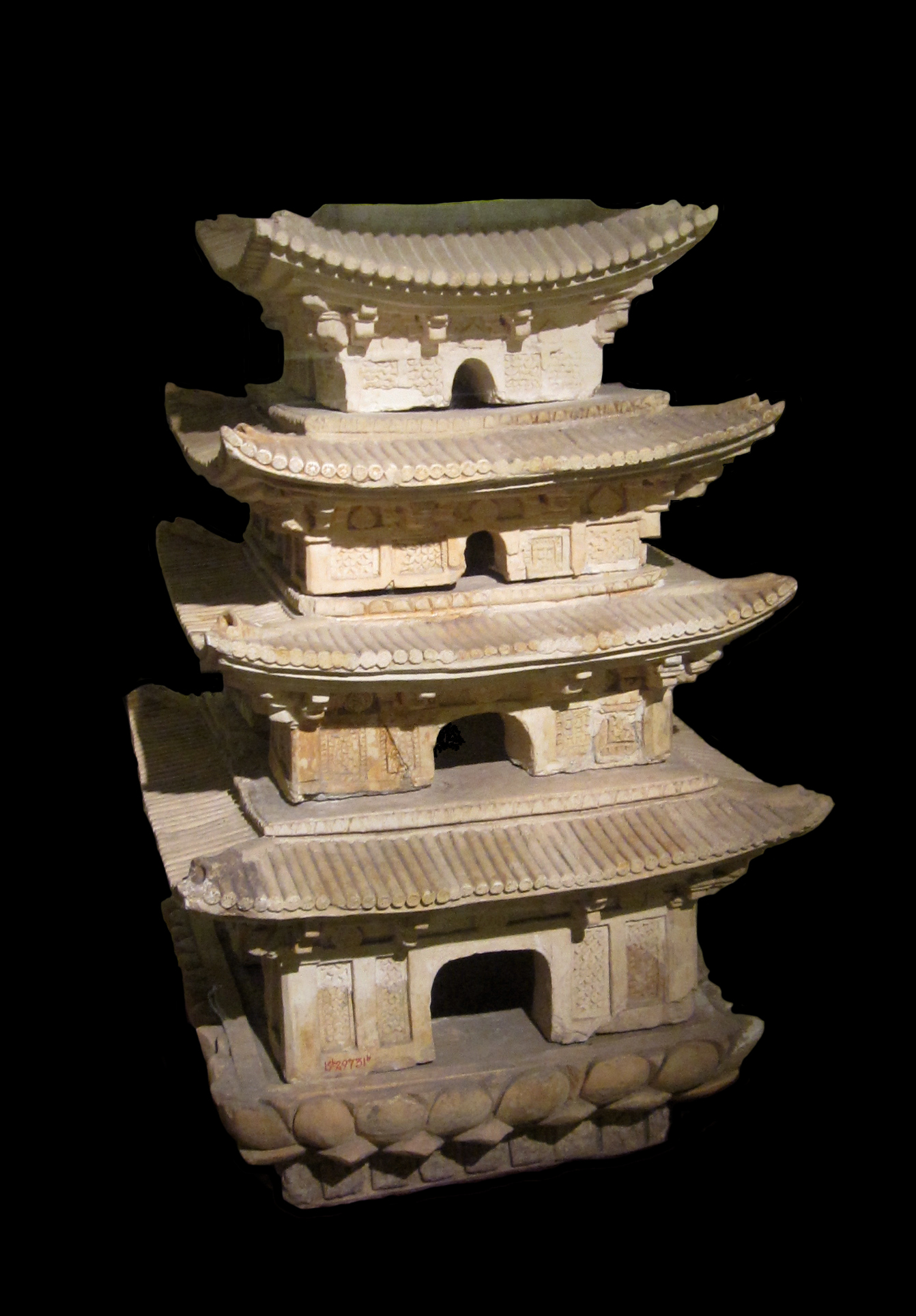
Mô hình tháp bằng đất nung thời Lý

Năm 939, Ngô Quyền xưng vương sau trận chiến lịch sử trên sông Bạch Đằng trước quân Nam Hán.
Năm 968, Đinh Bộ Lĩnh xưng đế, lập nên nhà Đinh (968–980) và đặt tên nước là Đại Cồ Việt.
Năm 980, Lê Hoàn lên ngôi vua, lập nên nhà Tiền Lê (980–1009).
Năm 1009, Lý Công Uẩn lên ngôi vua, lập nên nhà Lý (1009–1225). Năm 1054, vua Lý Thánh Tông đổi tên thành Đại Việt.
Việt Nam giai đoạn này trải qua nhiều chế độ phong kiến: Nhà Ngô (939–965), nhà Đinh (968–980), nhà Tiền Lê (980–1009), nhà Lý (1009–1225), nhà Trần (1226–1400) và nhà Hồ (1400–1407).
Trong thời kỳ này, các vương triều phương Bắc ở Trung Hoa, Mông Cổ mang quân sang xâm lược, nhưng đều bị Việt Nam đẩy lùi: Lê Hoàn và Lý Thường Kiệt đẩy lui hai lần quân nhà Tống (năm 981 và 1076), nhà Trần đánh bại quân Mông Cổ năm 1258 và kế tiếp là nhà Nguyên vào năm 1285 và 1288. Đầu thế kỷ XV, nhà Minh xâm chiếm được Đại Việt và cai trị trong 20 năm, nhưng cũng bị Lê Lợi nổi lên đánh đuổi năm 1428 và thành lập nhà Hậu Lê. Năm 1789, nhà Thanh sang xâm lược cũng bị Nguyễn Huệ đánh bại. Tuy nhiên, từ cuối thế kỷ XVIII trở đi, phong kiến Việt Nam đã bắt đầu suy yếu.
Từ thế kỷ X tới thế kỷ XIV, các triều đại Đại Việt xây dựng nhà nước trên cơ sở Phật giáo cùng với những ảnh hưởng Nho giáo từ Trung Quốc. Tới cuối thế kỷ XIV, ảnh hưởng của Phật giáo dần thu hẹp và ảnh hưởng của Nho giáo tăng lên, sự phát triển nhà nước Nho giáo theo mô hình kiểu Trung Hoa, sang đến thế kỷ XV thì Đại Việt có một cơ cấu chính quyền tương tự nước láng giềng Trung Hoa, cơ cấu luật pháp, hành chính, văn chương và nghệ thuật đều theo kiểu Trung Hoa.
Cùng với việc thu nhận mô hình chính trị, tổ chức xã hội của Trung Hoa, các triều đại Việt Nam từ thế kỷ X trở đi từng bước mở rộng vùng ảnh hưởng ra ngoài khu vực đồng bằng sông Hồng. Từ triều Lý, thông qua các cuộc hôn nhân, quân sự và tấn phong thủ lĩnh các bộ tộc miền núi, các vương triều Lý, Trần, Lê đã lần lượt sáp nhập và đưa các sắc tộc khác ở vùng Tây Bắc, Đông Bắc vào quốc gia Đại Việt. Cùng với người Việt, các bộ tộc miền núi đã cùng chung sức với người Việt trong các công cuộc chống ngoại xâm và xây dựng đất nước.
Việt Nam trong thời phong kiến phát triển vẫn dựa vào nông nghiệp mà chủ yếu là trồng lúa nước để cung cấp lương thực, từng triều đại đã lần lượt cho đắp đê ngăn lũ lụt, đào kênh dẫn nước cũng như giao thông đi lại, khai hoang các vùng đất đồng bằng ven biển để tăng diện tích trồng trọt. Các hoạt động thương mại, ngoại thương cũng đã được hình thành. Ngoài hai quốc gia láng giềng Trung Quốc và Chăm Pa, vào thời nhà Lý, nhà Trần đã có buôn bán thêm với các vương quốc trong vùng Đông Nam Á tại thương cảng Vân Đồn (Quảng Ninh), thời Hậu Lê có buôn bán thêm với châu Âu, Nhật Bản tại các trung tâm như Thăng Long và Hội An.

### Bắc thuộc lần 4(1407–1427)
Năm 1407, quân Minh sang xâm lược Đại Ngu với cớ đánh đuổi nhà Hồ khôi phục nhà Trần (Phù Trần diệt Hồ). Quân Minh nhanh chóng đánh bại quân Đại Ngu, giai đoạn này gọi là Bắc thuộc lần 4.
Các lực lượng của Nhà Hậu Trần đã nổi dậy từ 1407–1413 để chống lại quân Minh nhưng cũng bị đánh dẹp.
Một thủ lĩnh Giao Chỉ là Lê Lợi khởi nghĩa chống lại sự đô hộ của Nhà Minh. Cuộc khởi nghĩa Lam Sơn giành thắng lợi năm 1427, Lê Lợi lên ngôi hoàng đế, lập ra Nhà Hậu Lê.

### Thời kỳ trung hưng (1428–1527)

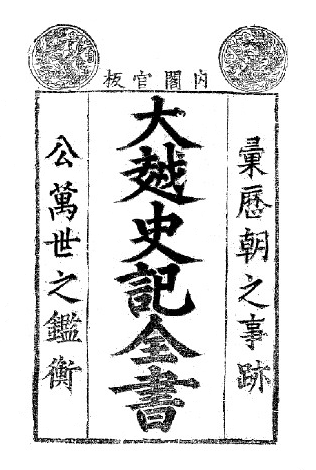
Đại Việt sử ký toàn thư - bộ chính sử Việt Nam xưa nhất còn tồn tại nguyên vẹn đến ngày nay

Năm 1427, Lê Lợi sau khi đánh bại quân Minh lập ra Nhà Hậu Lê, giai đoạn này còn được gọi là Nhà Lê sơ
Bài chi tiết: Nhà Lê sơ

### Thời kỳ chia cắt (1527–1802)

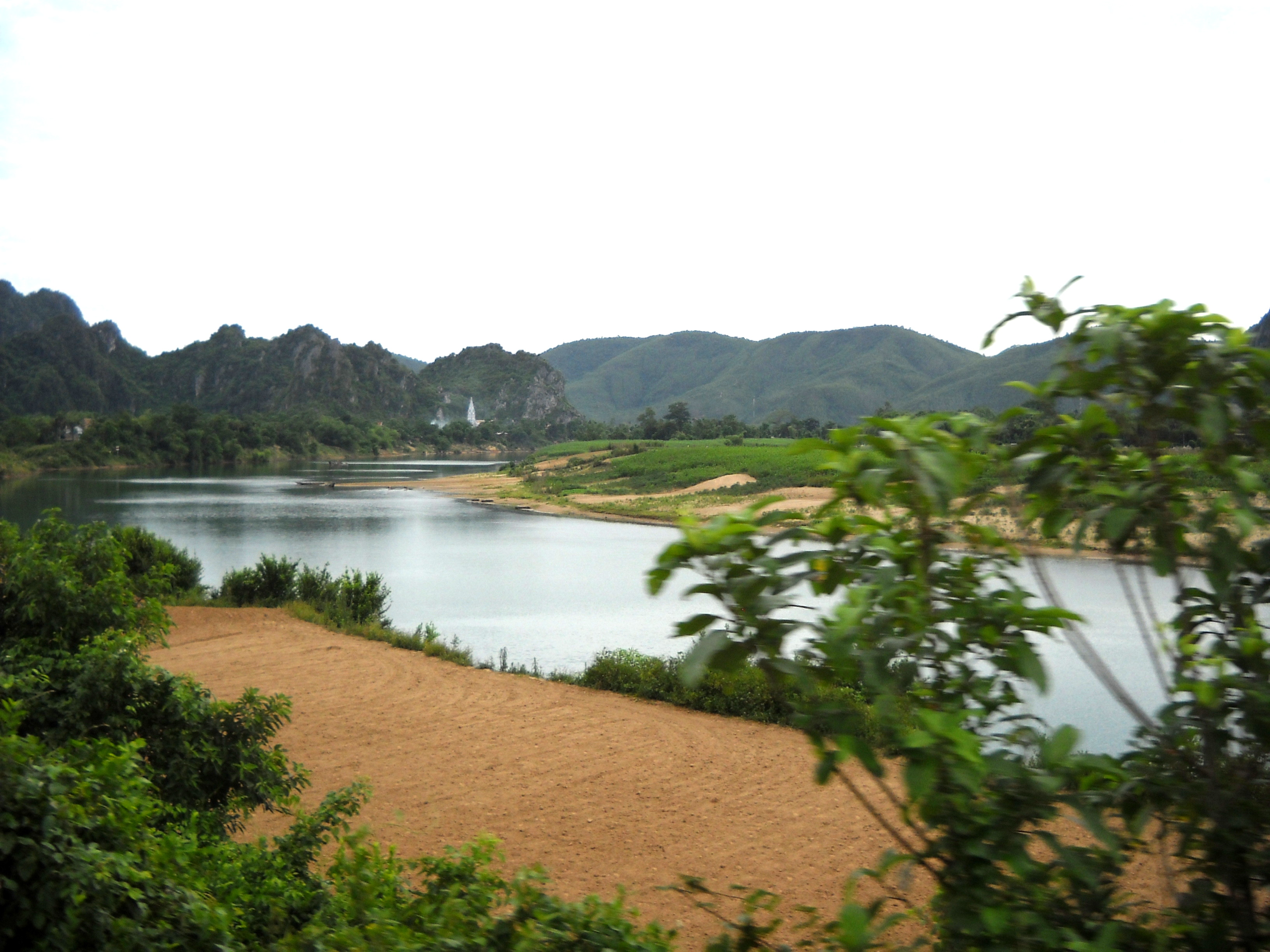
Sông Gianh, biên giới giữa Đàng Ngoài và Đàng Trong gần 200 năm.

Bắt nguồn từ thời kỳ Nam – Bắc triều, năm 1527, sau khi giành ngôi từ nhà Hậu Lê, Mạc Đăng Dung đã lập nên nhà Mạc. Nhà Hậu Lê (sử gọi là nhà Lê trung hưng) được tái lập vào năm 1533 với sự giúp đỡ của Nguyễn Kim, một tướng cũ và giành được sự kiểm soát khu vực từ Thanh Hóa vào Bình Định. Sau khi Nguyễn Kim chết, người con rể là Trịnh Kiểm đã giành quyền bính, 60 năm kế tiếp, Trịnh Kiểm và các con cháu của ông đã giành được chiến thắng trước nhà Mạc vào năm 1592 và mở đầu cho thời kỳ đặc biệt trong lịch sử phong kiến Việt Nam, thời kỳ vua Lê chúa Trịnh.
Việt Nam giai đoạn này trải qua nhiều chế độ phong kiến: Nhà Mạc (1527–1592), nhà Lê trung hưng (1533–1789), chúa Trịnh (1545–1787), chúa Nguyễn (1558–1777) và nhà Tây Sơn (1778–1802).

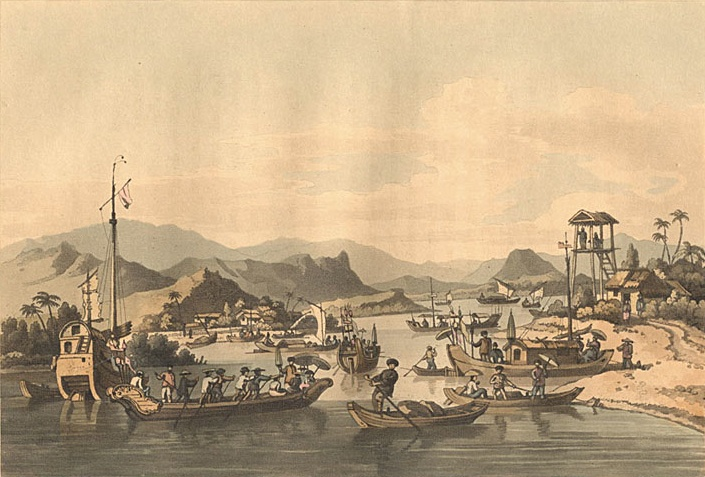
Bến sông Hội An cuối thế kỷ XVIII

#### Trịnh – Nguyễn phân tranh
Sự mâu thuẫn giữa hai người cận thần của nhà Lê trung hưng là Trịnh Kiểm và Nguyễn Hoàng (trấn thủ xứ Thuận Hóa và Quảng Nam) đã bắt đầu cho sự phân chia đất nước ra thành hai lãnh thổ. Trong khi Trịnh Kiểm tìm cớ giết Nguyễn Uông (con cả của Nguyễn Kim) thì Nguyễn Hoàng chạy vào Thuận Hóa lập cát cứ, hai chính quyền riêng biệt là Đàng Ngoài và Đàng Trong với sông Gianh (Quảng Bình) làm biên giới. Các con cháu của Trịnh Kiểm lần lượt kế tiếp nhau nắm quyền ở Đàng Ngoài được gọi là các chúa Trịnh, các con cháu của Nguyễn Hoàng kế tiếp nhau cầm quyền ở Đàng Trong được gọi là các chúa Nguyễn, các vua Lê chỉ có danh vị hoàng đế của Đại Việt trên danh nghĩa.
Thời kỳ Đại Việt chia thành hai lãnh thổ riêng biệt Đàng Ngoài và Đàng Trong cũng là thời kỳ hoạt động ngoại thương sôi động, cả Đàng Ngoài và Đàng Trong đều tham gia vào hệ thống giao thương toàn cầu bởi các thương nhân châu Âu, Nhật Bản, Trung Hoa đến Đại Việt buôn bán. Người Hà Lan, Anh, Pháp lập các thương điếm tại Kẻ Chợ (Hà Nội), người Bồ Đào Nha, Anh, Nhật Bản đặt các thương điếm tại Faifo (Hội An). Các mặt hàng chính được xuất khẩu từ Đại Việt là tơ lụa, hồ tiêu, gốm sứ. Tuy nhiên, sang đến thế kỷ XVIII thì hoạt động thương mại giảm sút ở cả Đàng Trong lẫn Đàng Ngoài.
Cùng với sự giao thương buôn bán với các nước phương Tây và Nhật Bản, đạo Công giáo cũng bắt đầu được truyền vào Đại Việt qua các giáo sĩ phương Tây theo các tàu buôn vào giảng đạo ở cả Đàng Ngoài và Đàng Trong. Nền tảng vững chắc của Công giáo tại Việt Nam được các thừa sai Dòng Tên xây dựng vào thế kỉ 17.

#### Mở rộng lãnh thổ về phương Nam

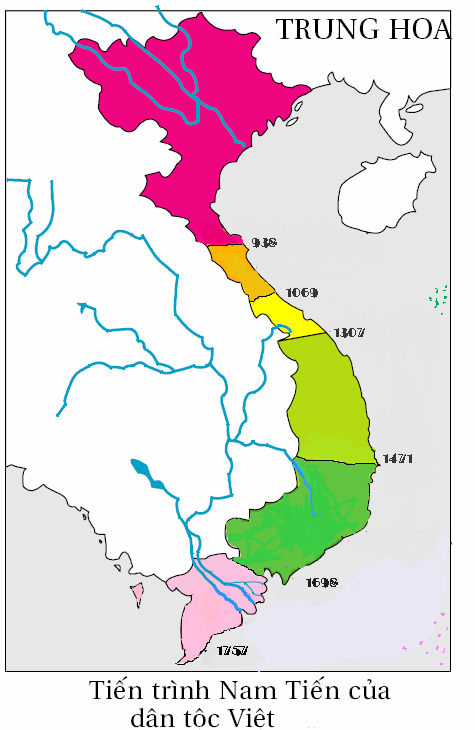
Các thời kỳ Nam tiến của người Việt

Dấu ấn về việc mở rộng đất nước trong thời kỳ phong kiến này chính là sự bành trướng xuống phương Nam, cuộc Nam tiến nhằm tìm đất nông nghiệp để cung cấp lương thực cho sự gia tăng dân số của Đại Việt. Với một quân đội có tổ chức tốt hơn, từ thế kỷ XI đến thế kỷ XV, sau các cuộc chiến tranh cũng như hôn nhân chính trị giữa Đại Việt và Chăm Pa, lãnh thổ Đại Việt đã được mở rộng thêm từ dãy Hoành Sơn (bắc Quảng Bình) tới đèo Cù Mông (bắc Phú Yên).
Từ thế kỷ XVII, Đàng Trong là một lãnh thổ, chính quyền riêng biệt với Đàng Ngoài, do các chúa Nguyễn cai quản. Các chúa Nguyễn về danh nghĩa là quan của nhà Hậu Lê, nhận lệnh vua Lê cai quản phía Nam, nhưng thực tế họ cai trị Đàng Trong tương đối độc lập, ít khi nhận lệnh từ nhà Hậu Lê. Nhằm tiếp tục tìm kiếm thêm diện tích đất đai cho sự gia tăng dân số, cũng như tăng cường quyền lực các chúa Nguyễn đã lần lượt tiến hành các cuộc chiến tranh với Chăm Pa và sáp nhập hoàn toàn phần lãnh thổ còn lại của người Chăm (từ Phú Yên tới Bình Thuận) vào năm 1693.
Tiếp đó, sau các cuộc di dân của người Việt từ Đàng Trong vào sinh sống ở vùng đất của người Khmer, các chúa Nguyễn lần lượt thiết lập chủ quyền từng phần trên vùng đất Nam Bộ, sau các cuộc chiến với vương quốc Khmer, vương quốc Ayutthaya cũng như các yếu tố chính trị khác, từ năm 1698 đến năm 1757, chính quyền Đàng Trong đã giành được hoàn toàn Nam Bộ ngày nay vào sự kiểm soát của mình.
Cùng với việc mở rộng lãnh thổ trên đất liền, chính quyền Đàng Trong lần lượt đưa người ra khai thác và kiểm soát các hòn đảo lớn và quần đảo trên biển Đông và vịnh Thái Lan. Quần đảo Hoàng Sa được khai thác và kiểm soát từ đầu thế kỷ XVII, Côn Đảo từ năm 1704, Phú Quốc từ năm 1708 và quần đảo Trường Sa từ năm 1816.
Sự khác biệt về văn hóa giữa hai miền có lẽ bắt nguồn từ cuộc Nam tiến này. Văn hóa Nho giáo trong chính quyền miền Nam không phát triển nhiều, do họ chịu ảnh hưởng phần nào của văn hóa Champa, văn hóa Khmer. Ngày nay, người miền Bắc tiết kiệm, bảo vệ nhóm, giỏi ứng xử; người miền Nam thoải mái trong đời sống, trong suy nghĩ và thẳng thắn. Tổ chức hành chính cũng khác biệt. Cách tổ chức chính quyền tỉ mỉ ở miền Bắc đã được đơn giản hóa ở miền Nam.

### Thời kỳ thống nhất (1802–1858)

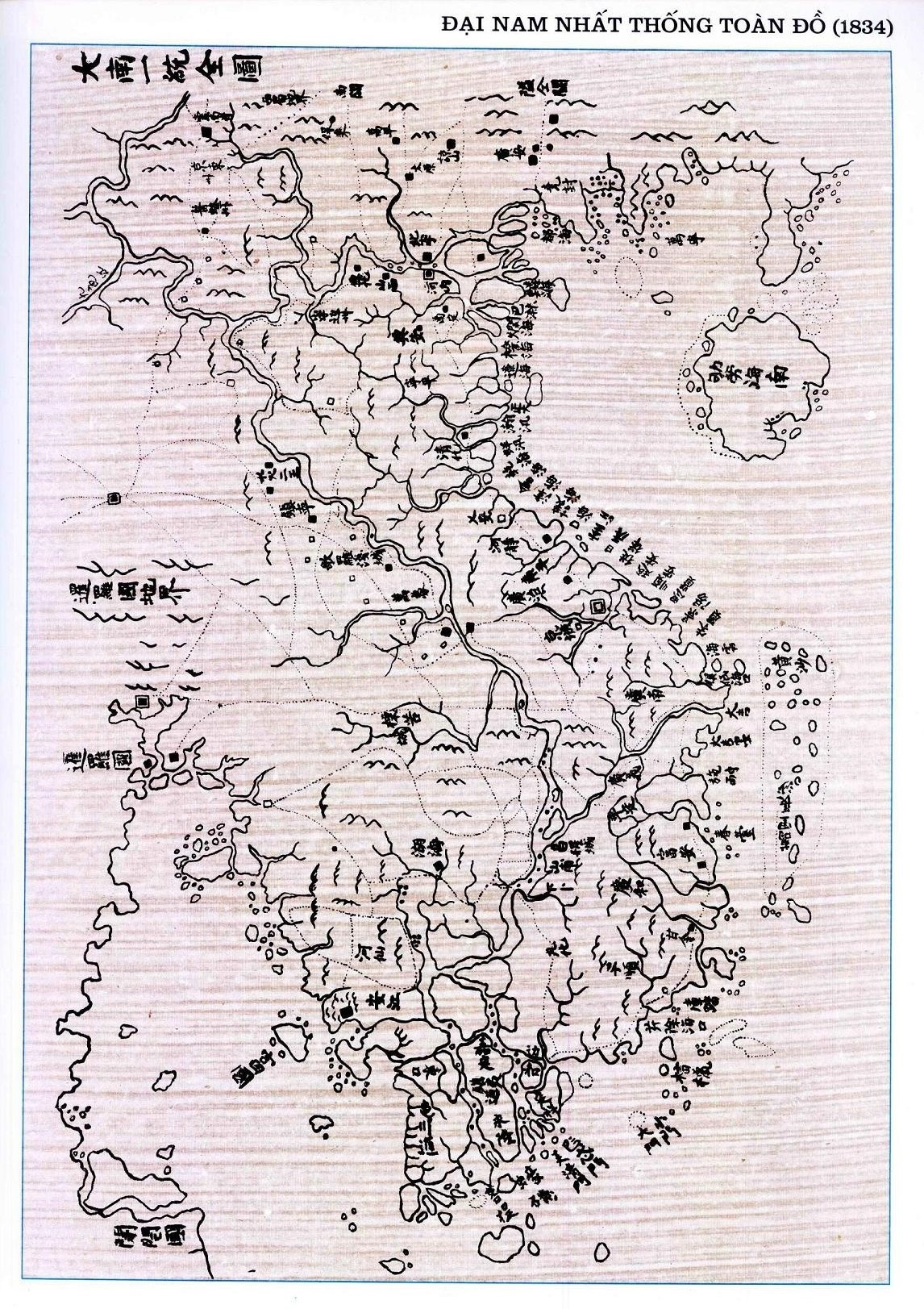
Đại Nam nhất thống toàn đồ năm 1834

Từ giữa thế kỷ XVIII, các cuộc chiến liên tục giữa Đàng Trong với vương quốc Khmer, Ayutthaya cũng như các cuộc tranh chấp ở Đàng Ngoài làm cho đời sống người dân thêm cùng quẫn. Nhiều cuộc khởi nghĩa của nông dân đã nổ ra, song phần lớn chịu thất bại. Tới phong trào nổi dậy của Tây Sơn bùng nổ năm 1771 tại Quy Nhơn (Bình Định) đã phát triển rộng lớn đánh bại hai chế độ cai trị của hai họ Nguyễn, Trịnh, chấm dứt việc chia đôi đất nước, cũng như bãi bỏ nhà Hậu Lê vốn chỉ còn trên danh nghĩa.
Nhà Tây Sơn đã đánh bại 5 vạn quân Xiêm La (năm 1784) tại miền Nam và 29 vạn quân Mãn Thanh (năm 1789) xâm lược tại miền Bắc. Vua Tây Sơn là Nguyễn Huệ chính thức trở thành vua của Đại Việt, lấy niên hiệu là Quang Trung, thống nhất hầu hết lãnh thổ từ miền Bắc vào tới Gia Định. Tuy nhiên sau cái chết của ông năm 1792, nội bộ lục đục khiến chính quyền Tây Sơn càng ngày càng suy yếu.
Một người thuộc dòng dõi chúa Nguyễn ở miền Nam là Nguyễn Phúc Ánh, với sự hậu thuẫn và cố vấn của một số người Pháp, đã đánh bại được nhà Tây Sơn vào năm 1802. Ông lên làm vua, lấy niên hiệu là Gia Long và trở thành vị vua đầu tiên của nhà Nguyễn, với lãnh thổ gồm hai đồng bằng phì nhiêu nối với nhau bằng một dải duyên hải. Năm 1804, ông cho đổi tên nước từ Đại Việt thành Việt Nam.
Gia Long (1802–1820) đóng đô ở Huế, ông cho xây dựng kinh đô Huế tương tự như Tử Cấm Thành ở Bắc Kinh (Trung Quốc). Gia Long và con trai Minh Mạng (cai trị 1820–1841) đã cố gắng xây dựng Việt Nam theo khái niệm và phương pháp hành chính của Trung Quốc thời nhà Thanh. Từ thập niên 1830, giới trí thức Việt Nam (đại diện tiêu biểu là Nguyễn Trường Tộ) đã nhận thấy sự tụt hậu và trì trệ của đất nước, họ đề nghị triều đình nên học hỏi phương Tây để phát triển công nghiệp – thương mại, nhưng các quan lại này chỉ là thiểu số. Đáp lại, vua Minh Mạng và những người kế tục Thiệu Trị (1841–1847) và Tự Đức (1847–1883) chọn chính sách đã lỗi thời là coi trọng phát triển nông nghiệp (dĩ nông vi bản), tiếp tục cấm buôn bán với nước ngoài.
Ngoài ra, các vua Minh Mạng, Thiệu Trị và Tự Đức ngăn cấm truyền bá Công giáo mà họ coi là "tả đạo". Tiếp nối các thừa sai Dòng Tên dưới quy chế bảo trợ Bồ Đào Nha là các thừa sai Pháp và Tây Ban Nha đến truyền giáo từ nửa sau thế kỉ 17. Một số giáo sĩ Pháp nổi bật cũng hỗ trợ nhân lực và vật lực cho nhà Nguyễn trong cuộc chiến với nhà Tây Sơn dẫn đến chiến thắng của vua Gia Long. Đến giữa thế kỷ 19, có khoảng 450.000 người Công giáo. Chính quyền nhà Nguyễn dưới các triều vua này lo ngại sự lớn mạnh của một tôn giáo khác biệt và có tổ chức nên đã ra lệnh cấm truyền đạo Công giáo, đồng thời đàn áp những người theo đạo Công giáo và san bằng nhiều xóm đạo.

## Thời kỳ hiện đại (1858–nay)

### Thời kỳ Pháp thuộc (1858–1945)

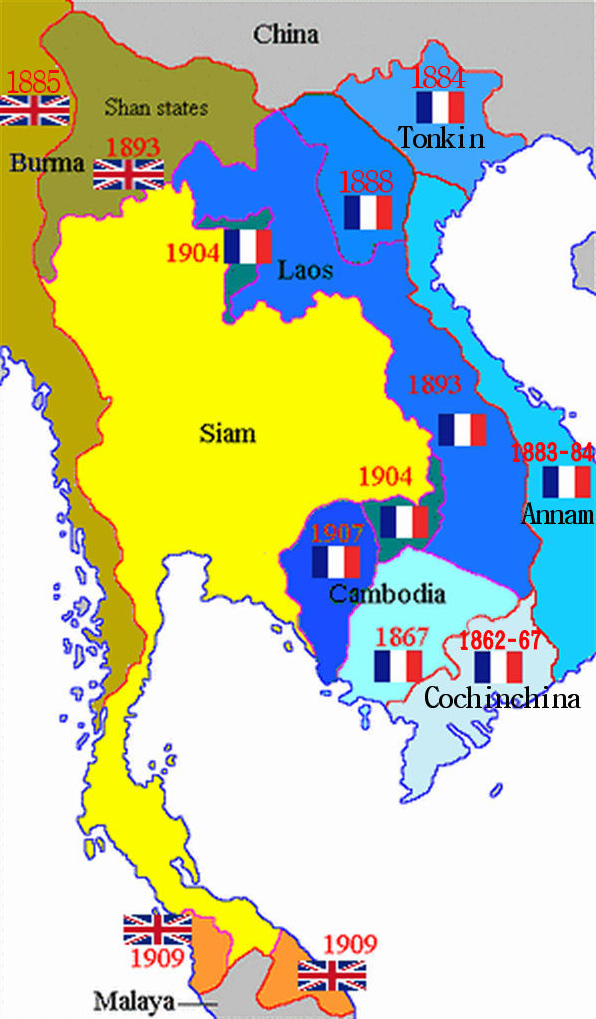
Việt Nam bị chia làm ba kỳ thuộc Liên bang Đông Dương

Ngày 31 tháng 8 năm 1858, Hải quân Pháp đổ bộ tấn công vào cảng Đà Nẵng và sau đó rút vào xâm chiếm Sài Gòn. Tháng 6 năm 1862, Vua Tự Đức ký hiệp ước nhượng ba tỉnh miền Đông cho Pháp. Năm 1867, Pháp chiếm nốt ba tỉnh miền Tây kế tiếp để tạo thành một lãnh thổ thuộc địa Nam Kỳ (Cochinchine). Sau khi củng cố vị trí vững chắc ở Nam Kỳ, từ năm 1873 đến năm 1886, Pháp xâm chiếm nốt những phần còn lại của Việt Nam qua những cuộc chiến phức tạp ở Bắc Kỳ. Miền Bắc khi đó rất hỗn độn do những mối bất hòa giữa người Việt và người Hoa lưu vong. Chính quyền Việt Nam không thể kiểm soát nổi mối bất hòa này. Cả Trung Hoa và Pháp đều coi khu vực này thuộc tầm ảnh hưởng của mình và gửi quân đến đó, nhưng cuối cùng thì người Pháp đã chiến thắng.
Pháp tuyên bố là họ sẽ "bảo hộ" Bắc Kỳ (Tonkin) và Trung Kỳ (Annam), nơi họ tiếp tục duy trì các vua nhà Nguyễn cho đến Bảo Đại (làm vua từ 1926 đến 1945) cùng bộ máy quan lại. Nhà Nguyễn tuy tiếp tục tồn tại ở Trung Kỳ và Bắc Kỳ nhưng chỉ còn quyền lực hạn chế, mọi vấn đề lớn phải được Toàn quyền Đông Dương của Pháp thông qua. Vào năm 1885, các quan lại Việt Nam tổ chức phong trào kháng chiến Cần Vương chống Pháp nhưng thất bại. Các vua Nguyễn là Hàm Nghi, Duy Tân và Thành Thái có ý phản kháng đều bị Pháp truất ngôi và đưa đi đày.
Vào năm 1887, hoàn tất quá trình xâm lược Việt Nam, người Pháp đã tổ chức ra một bộ máy cai trị khá hoàn chỉnh từ trung ương cho đến địa phương. Ở trung ương là Phủ toàn quyền Đông Dương (ban đầu thủ phủ ở Sài Gòn, năm 1902 đặt ở Hà Nội). Đứng đầu Phủ toàn quyền gọi là Toàn quyền Đông Dương, là người có quyền hành cao nhất trong thể chế chính trị Pháp trên toàn cõi Bắc Kỳ, Trung Kỳ, Nam Kỳ và Cao Miên. Đứng đầu ở 3 kỳ là: Thống đốc Nam Kỳ, Khâm sứ Trung Kỳ và Thống sứ Bắc Kỳ, cả ba đều nằm dưới quyền giám sát và điều khiển tối cao của viên Toàn quyền Đông Pháp, trực thuộc bộ Thuộc địa. Đến năm 1893, quyền kiểm soát của Toàn quyền Đông Pháp được mở rộng thêm, bao gồm cả Ai Lao.
Sau thất bại của phong trào Cần Vương cuối thế kỷ 19, người Pháp đã cũng cố hoàn toàn việc tổ chức cai trị tại Việt Nam. Cuộc cải cách trong giáo dục trong thập niên 1910 đã xóa bỏ hoàn toàn nền nho học với chữ Hán cả nghìn năm trong chế độ phong kiến Việt Nam để thay thế bằng phong trào tân học theo chữ quốc ngữ đã tạo ra một tầng lớp trí thức mới, đó là những người xuất thân từ truyền thống nho giáo nhưng được tiếp cận với văn hóa phương Tây. Đại diện tiêu biểu cho giới này là Phan Châu Trinh và Phan Bội Châu đã mở đầu cho Phong trào Duy Tân và Phong trào Đông Du vận động tăng cường dân trí, dân chủ, nhân quyền và cải cách xã hội cho người Việt trước tầng lớp người Pháp cai trị. Tuy nhiên sự phát triển các phong trào này sau đó bị chính quyền thực dân dẹp bỏ vì nhận thấy nguy cơ đối với chế độ thuộc địa của họ.
Cuối thập niên 1920, những người Việt cấp tiến dưới ảnh hưởng của Chủ nghĩa Tam Dân đã thành lập Việt Nam Quốc dân Đảng. Tuy nhiên, đến năm 1930, sau khi cuộc Khởi nghĩa Yên Bái thất bại, Việt Nam Quốc dân Đảng bị suy yếu nghiêm trọng. Cùng năm đó, một số thanh niên Việt Nam theo Chủ nghĩa Marx-Lenin thành lập Đảng Cộng sản Đông Dương, nhưng cũng mau chóng trở thành mục tiêu tiêu diệt của Pháp mặc dù tổ chức của họ thân thiện với Mặt trận Bình dân trong chính quyền Pháp.

### Chiến tranh thế giới thứ hai
Nhật Bản tấn công Đông Dương vào năm 1940 và nhanh chóng thỏa thuận được với chính quyền Vichy ở Pháp để cho Nhật toàn quyền cai trị Đông Dương. Chính quyền thực dân Pháp chỉ tồn tại đến tháng 3 năm 1945 khi Nhật tấn công toàn bộ Đông Dương. Ngay sau đó, Nhật thiết lập một chính quyền thân Nhật với quốc vương Bảo Đại và thủ tướng Trần Trọng Kim, đặt quốc hiệu mới đế quốc Việt Nam và quốc kỳ là cờ quẻ ly.
Việt Minh (viết tắt của Việt Nam Độc lập Đồng minh Hội) thành lập năm 1941 với vai trò một mặt trận của Đảng Cộng sản Đông Dương được điều hành từ Pắc Bó (ở biên giới Việt – Trung) bởi Hồ Chí Minh khi ông trở về nước lần đầu tiên kể từ năm 1911 (năm ông rời Việt Nam), mặc dù ông có liên hệ với những người Cộng sản trong nước trong các thập niên 1920 và 1930.
Ngày 11 tháng 3 năm 1945 khi quân đội Nhật Bản làm cuộc đảo chính lật đổ chính phủ Bảo hộ của Pháp, được sự hậu thuẫn và kiểm soát của Nhật, hoàng đế Bảo Đại ban ra một chiếu chỉ với nguyên văn:
"Theo tình hình thế giới nói chung và hiện tình Á Châu, chính phủ Việt Nam long trọng công bố rằng: Kể từ ngày hôm nay, Hòa ước Bảo hộ ký kết với nước Pháp được hủy bỏ và vô hiệu hóa. Việt Nam thu hồi hoàn toàn chủ quyền của một quốc gia độc lập."
Trần Trọng Kim được bổ nhiệm làm thủ tướng một chính phủ mới với danh xưng Đế quốc Việt Nam, nhưng hầu hết quyền lực của chính phủ này do lực lượng phát xít Nhật nắm giữ. Trên thực tế, Đế quốc Việt Nam là một chính phủ bù nhìn do Đế quốc Nhật Bản dựng lên. Đến ngày 14 tháng 8 năm 1945 khi Nhật Bản đầu hàng quân Đồng Minh (bao gồm cả Việt Minh tại Việt Nam), chính quyền Trần Trọng Kim bên bờ vực sụp đổ. Lúc này, Việt Minh kiểm soát toàn bộ khu vực nông thôn, chính quyền Trần Trọng Kim và quân đội Nhật chỉ còn cố cầm cự ở một số thành phố lớn. Trong thời gian cầm quyền, chính phủ Trần Trọng Kim không tổ chức được Tổng tuyển cử nên không trở thành chính phủ chính thức mà chỉ là chính phủ lâm thời, chưa phải là người đại diện hợp pháp của nhân dân Việt Nam.
Đầu năm 1945, Việt Nam rơi vào một tình trạng hỗn loạn. Chiến tranh đã làm kiệt quệ nền kinh tế, người Nhật chiếm lấy lúa gạo và các sản phẩm khác, bắt dân phá lúa trồng đay để phục vụ chiến tranh, cộng thêm thiên tai, nạn đói (Nạn đói Ất Dậu) đã xảy ra tại Bắc Kỳ và Trung Kỳ. Người ta ước tính rằng đã có khoảng hai triệu người chết vì nạn đói này.

### Thời kỳ cộng hòa (1945–nay)

#### Tuyên bố độc lập

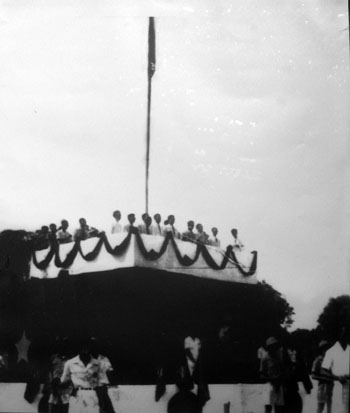
Chủ tịch Hồ Chí Minh đọc bản Tuyên ngôn Độc lập tại Quảng trường Ba Đình, ngày 2 tháng 9 năm 1945.

Tuyên bố Potsdam của Anh, Mỹ và Trung Hoa Dân quốc gửi Nhật ngày 26 tháng 7 năm 1945 không nói rõ phần lãnh thổ nào của Đông Dương sẽ do ai giải giới vũ khí mà chỉ nói các vùng lãnh thổ do Nhật Bản chiếm được bằng vũ lực sẽ được các nước đồng minh vào giải giới. Tuyên bố cũng không nhắc đến việc vùng nào do ai giải giới mà chỉ nói là phe Đồng minh (bao gồm cả Việt Minh) sẽ tham gia giải giới. Tuy nhiên, Thủ tướng Nhật lúc đó là Suzuki tuyên bố bác bỏ Tuyên bố Potsdam cũng như Tuyên bố Cairo trước đó. Tới ngày 10 tháng 8 năm 1945, phía Nhật mới chấp nhận Tuyên bố Potsdam và đầu hàng quân Đồng Minh.
Trước đó, lực lượng Việt Minh do Hồ Chí Minh lãnh đạo đã liên tục chống phát xít Nhật và thực dân Pháp từ thập niên 1930. Đặc biệt, trong năm 1945, Việt Minh đã nhiều lần tổ chức cho quần chúng nhân dân cướp các kho gạo của Nhật để cứu đói. Tới tháng 8 năm 1945, lực lượng Việt Minh lãnh đạo đã tổ chức thành công cuộc Cách mạng tháng Tám, giành lấy quyền lực ở hầu khắp các tỉnh tại Việt Nam (trừ một số tỉnh biên giới giáp Trung Quốc). Chính quyền phát xít Nhật khi đó đã đầu hàng Đồng Minh, Hoàng đế Bảo Đại thoái vị và trở thành cố vấn tối cao của nước Việt Nam Dân chủ Cộng hòa.
Ngày 2 tháng 9 năm 1945 tại Hà Nội, Hồ Chí Minh tuyên bố thành lập nước Việt Nam Dân chủ Cộng hòa độc lập và thống nhất từ miền Bắc tới miền Nam. Đầu năm 1946, một cuộc bầu cử toàn quốc đã được tổ chức. Các đại biểu Việt Minh chiếm ưu thế, song các phe phái khác cũng được mời tham gia chính phủ một cách rộng khắp. Quốc kỳ được chọn là cờ nền đỏ, sao vàng năm cánh, hiến pháp được thông qua. Nhà nước Việt Nam Dân chủ Cộng hòa chính thức trở thành người đại diện hợp pháp của nhân dân Việt Nam từ Bắc chí Nam.

#### Kháng chiến chống Pháp(1946–1954)
Tuy nhiên, nền độc lập của Việt Nam bị đe dọa chỉ sau 2 tuần. Ở miền Bắc, Đồng Minh chỉ định quân đội quốc gia Trung Hoa giải giới Nhật Bản. Quân Trung Hoa duy trì ở đó đến tháng 5 năm 1946 rồi chuyển giao cho Pháp trong sự chịu đựng của chính quyền Hồ Chí Minh. Ngược lại, ở miền Nam, quân Nhật được giải giới bởi quân Anh–Ấn. Sau đó, quân Anh–Ấn đã chuyển giao miền Nam cho Pháp khi Pháp trở lại miền Nam Việt Nam vào cuối năm 1945. Trong suốt năm 1946, chính quyền Việt Nam Dân chủ Cộng hòa do Hồ Chí Minh lãnh đạo đã đàm phán hòa bình với Pháp, mặc dù vậy hai bên cũng chuẩn bị lực lượng cho chiến tranh. Pháp chỉ công nhận quyền tự trị trong Liên hiệp Pháp của Việt Nam chứ không đồng ý cho Việt Nam độc lập. Sau khi Pháp ra tối hậu thư đòi Việt Nam Dân chủ Cộng hòa đầu hàng, chiến tranh giữa Việt Nam và thực dân Pháp bùng nổ tháng 12 năm 1946.
Vào đầu năm 1947, Pháp có vẻ thắng thế và nắm được toàn bộ các đô thị lớn của Việt Nam. Tuy nhiên, Việt Nam Dân chủ Cộng hòa kiên trì với chiến lược "chiến tranh nhân dân" và chiến thuật du kích, tổ chức và đào tạo nhân dân cho một cuộc chiến vũ trang lâu dài khiến Pháp sa lầy. Tới năm 1949, để giảm bớt gánh nặng, Pháp đàm phán với các chính trị gia người Việt chống nhà nước Việt Nam Dân chủ Cộng hòa để thành lập một chính phủ mới là Quốc gia Việt Nam. Người đứng đầu chính phủ này là Bảo Đại, vốn là vua cuối cùng của nhà Nguyễn, với cờ Quẻ Ly là quốc kỳ. Chính phủ này có sự tham gia của các quan lại cũ thân Pháp. Pháp hỗ trợ tài chính, vũ khí cũng như nắm quyền chỉ huy, còn Quân đội Quốc gia Việt Nam góp quân tham gia cùng Pháp hòng dập tắt phong trào kháng chiến của Việt Minh.

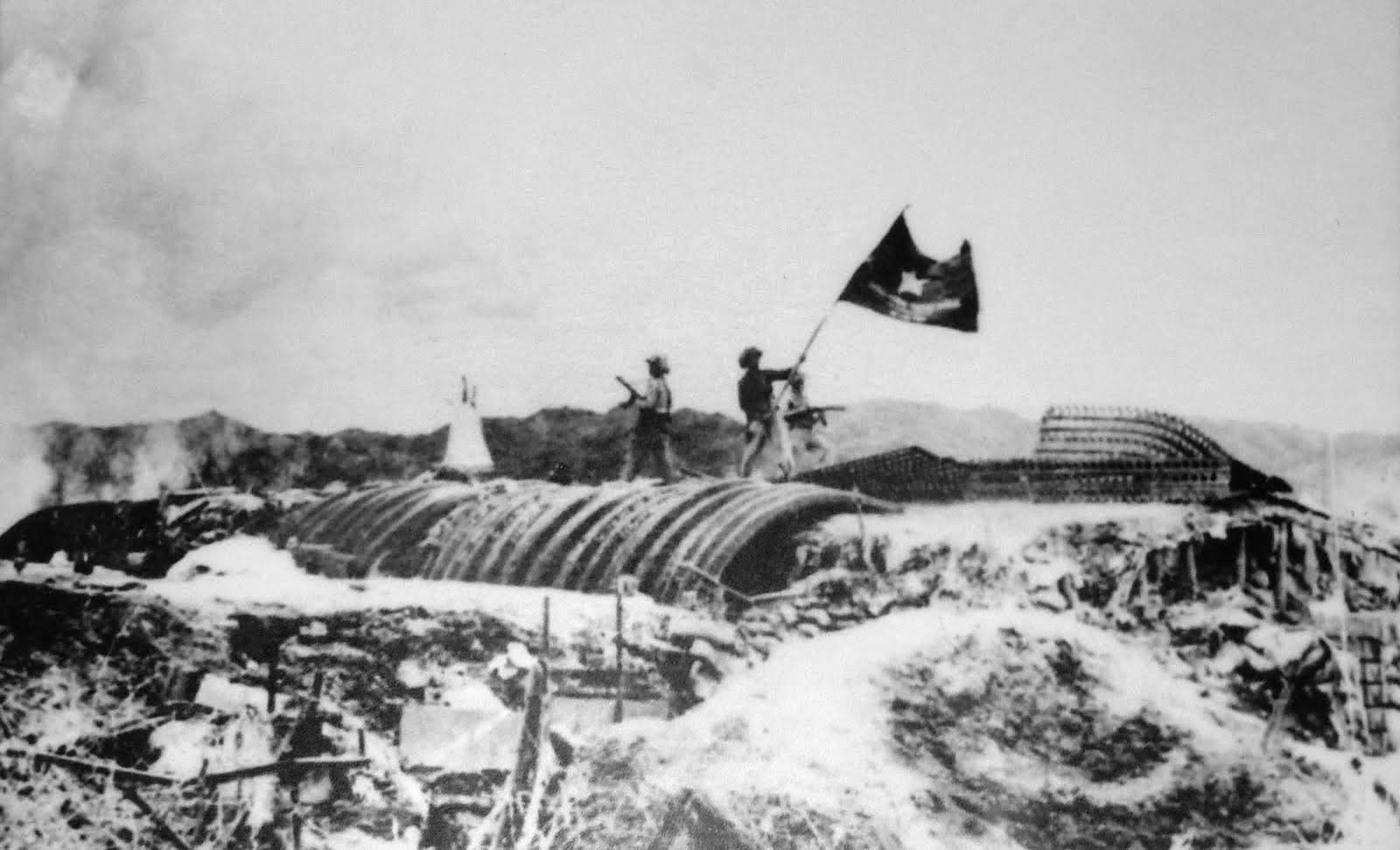
Quân đội Nhân dân Việt Nam phất cờ chiến thắng trên nóc hầm chỉ huy của Pháp tại Điện Biên Phủ

Năm 1950, chính quyền Cộng hòa Nhân dân Trung Hoa và Liên Xô bắt đầu trợ giúp Việt Nam Dân chủ Cộng hòa vũ khí. Bên kia, Pháp được Mỹ hậu thuẫn, hỗ trợ phần lớn chiến phí, nhưng đầu thập niên 1950, thế trận của Pháp bắt đầu yếu đi ở Đông Dương. Thất bại ở trận Điện Biên Phủ vào ngày 7 tháng 5 năm 1954 đã kết thúc hoàn toàn nỗ lực của Pháp và Mỹ nhằm chiếm giữ Việt Nam và toàn bộ Đông Dương.

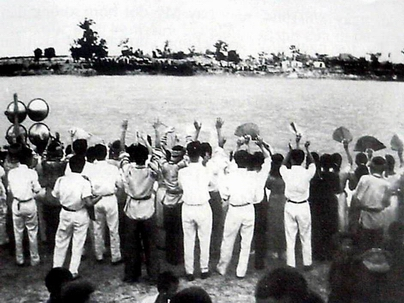
sông Bến Hải, ranh giới chia cắt hai miền Việt Nam (1954-1975)

Sau trận Điện Biên Phủ, các bên tham chiến đã họp tại Genève năm 1954 để kết thúc chiến tranh. Kết quả Hiệp định Genève được ký kết với nội dung là đình chiến và tạm thời phân chia Việt Nam thành hai vùng tập trung quân sự tạm thời có ranh giới tại vĩ tuyến 17, ranh giới này không được coi là biên giới chính trị hay biên giới quốc gia. Miền Bắc là nơi tập kết của quân đội Việt Nam Dân chủ Cộng hòa, lãnh đạo bởi Hồ Chí Minh. Miền Nam là nơi tập kết quân của Liên hiệp Pháp (bao gồm Quốc gia Việt Nam). Tập kết chính trị tại chỗ, tập kết dân sự theo nguyên tắc tự nguyện. Theo Tuyên bố cuối cùng của Hiệp định, sau 2 năm, khi Pháp rút quân xong thì cả hai miền sẽ tổ chức tuyển cử để thống nhất đất nước. Dân chúng có quyền lựa chọn cư trú tại miền Bắc hoặc miền Nam. Khoảng 1 triệu người, gồm phần lớn là người theo Công giáo ở miền Bắc đã di cư vào Nam, trong khi 150.000 người (gồm phần lớn là bộ đội chống Pháp người miền Nam) tập kết ra miền bắc.
Chính quyền Việt Nam Dân chủ Cộng hòa ở miền bắc do Chủ tịch Hồ Chí Minh lãnh đạo đã kêu gọi những giá trị mang tính cộng đồng, hướng lên xã hội chủ nghĩa, bao gồm nông nghiệp - công nghiệp tập thể. Đa số dân chúng đã ủng hộ hết mình cho chính quyền Hồ Chí Minh. Cải cách ruộng đất trong thập niên 1950 đã giải quyết được vấn đề công bằng ruộng đất cho nông dân nghèo, tuy nhiên một số sai lầm gây ra sự xáo trộn đời sống xã hội miền Bắc trong giai đoạn đầu. Về mặt kinh tế, các nhà máy công nghiệp mới bắt đầu được xây dựng với sự hỗ trợ về vốn, công nghệ của các nước thuộc khối Xã hội chủ nghĩa.
Chính quyền Việt Nam Dân chủ Cộng hòa xem Hiệp định Genève là một thắng lợi quan trọng vì Hiệp định này quy định một cuộc tổng tuyển cử để thành lập một quốc gia độc lập và thống nhất. Họ tin rằng mình sẽ thắng cử vì uy tín rộng khắp của Hồ Chí Minh lúc đó. Tuy nhiên, cuộc tuyển cử đã không bao giờ diễn ra. Pháp rút quân, Tổng thống Mỹ Eisenhower được báo cáo của CIA cho biết khoảng 80% người Việt Nam sẽ bầu cho Hồ Chí Minh nếu mở cuộc tổng tuyển cử Hoa Kỳ quyết định hậu thuẫn cho Ngô Đình Diệm thành lập chính phủ riêng biệt ở phía Nam vĩ tuyến 17, không thực hiện tổng tuyển cử thống nhất Việt Nam. Việt Nam Dân chủ Cộng hòa tố cáo đây là hành động phá hoại Hiệp định Genève.

#### Chiến tranh Việt Nam(1955–1975)
Trong thời gian 1956-1958, Việt Nam Dân chủ Cộng hòa đề nghị Quốc gia Việt Nam thi hành tuyển cử thống nhất đất nước, nhưng bị từ chối. Năm 1955, với sự trợ giúp của Mỹ, Ngô Đình Diệm đã gian lận để chiến thắng trong Cuộc trưng cầu dân ý miền Nam Việt Nam, cho phép ông phế truất Bảo Đại, lên làm Quốc trưởng của Quốc gia Việt Nam và sau này trở thành Tổng thống của chính phủ Việt Nam Cộng hòa. Bảo Đại phải lưu vong sang Pháp. Mỹ bắt đầu viện trợ cho Ngô Đình Diệm để xây dựng cải cách điền địa, cũng như củng cố quân đội để giữ vững chính phủ thân Mỹ. Tuy nhiên, chính phủ Ngô Đình Diệm đã tổ chức đàn áp chính trị và tôn giáo khiến hàng trăm nghìn người thiệt mạng. Vào năm 1959, số quân Mỹ tại miền Nam Việt Nam chỉ vào khoảng vài nghìn người, dưới hình thức là các "cố vấn" cho chính phủ Ngô Đình Diệm. Tuy nhiên những xáo trộn chính trị vào cuối thập niên 1950 tạo nên sự bất ổn lớn trong xã hội miền Nam. Chính phủ Việt Nam Cộng hòa bắt đầu thực thi những chính sách "Tố cộng, Diệt cộng", nhiều cuộc thảm sát xảy ra như Vĩnh Trinh, Hướng Điền (Quảng Trị), ở nhà tù Phú Lợi (tàn sát hàng nghìn tù nhân tình nghi là người cộng sản hoặc thân cộng bằng cách bỏ độc vào cơm ăn, nước uống). Các cuộc biểu tình của Phật giáo vốn chiếm số đông trong các tầng lớp dân chúng cũng bị đàn áp, gây ra mâu thuẫn tôn giáo sâu sắc.
Từ năm 1959, tổ chức Mặt trận Dân tộc Giải phóng miền Nam Việt Nam ra đời và được chính quyền Việt Nam Dân chủ Cộng hòa hậu thuẫn nhằm kêu gọi chính phủ Ngô Đình Diệm tổ chức Tổng tuyển cử thống nhất đất nước. Đầu thập niên 1960, lực lượng vũ trang của Mặt trận này là Quân Giải phóng miền Nam được thành lập và tổ chức bảo vệ các cơ sở chính trị cũ của Việt Minh cũng như bảo vệ người dân trước sự đàn áp của chính quyền Diệm. Mặt trận đã kiểm soát một khu vực rộng lớn ở nông thôn miền nam, và mở nhiều vụ tấn công vào các căn cứ đối phương. Trước đó, Hoa Kỳ đã hỗ trợ tài chính, vũ khí và cố vấn cho chính phủ Ngô Đình Diệm từ năm 1954 để ngăn chặn sự lớn mạnh của Việt Minh tại miền Nam (do tập kết chính trị được phép tiến hành tại chỗ nên các cơ sở chính trị của Việt Nam không phải ra Bắc cùng Quân đội Nhân dân Việt Nam).
Hoa Kỳ tăng cường viện trợ cho Việt Nam Cộng hòa và gửi 17.500 nhân viên quân sự đến Việt Nam dưới danh nghĩa "cố vấn". Tuy nhiên, những mâu thuẫn giữa chính phủ Ngô Đình Diệm với phật giáo Việt Nam, việc chống quân Giải phóng miền Nam không đạt mục tiêu và thái độ không phục tùng của Ngô Đình Diệm, Hoa Kỳ quyết định loại bỏ Ngô Đình Diệm bằng cách ủng hộ Quân lực Việt Nam Cộng hòa tiến hành đảo chính. Tướng lĩnh Quân lực Việt Nam Cộng hòa đảo chính và ám sát Ngô Đình Diệm ngày 1 tháng 11 năm 1963, chấm dứt nền Đệ Nhất Cộng hòa và thành lập nền Đệ Nhị Cộng hòa. Sau sự kiện này Hoa Kỳ tuyên bố sẽ tiếp tục hỗ trợ quân sự và kinh tế cho Việt Nam Cộng hòa. Tuy nhiên, tình hình chính trường miền Nam sau đảo chính hết sức hỗn loạn, chính phủ Việt Nam Cộng hòa bên bờ vực sụp đổ.
Trên chiến trường, Quân lực Việt Nam Cộng hòa liên tiếp thất bại trong chiến lược chiến tranh đặc biệt. Để cứu vãn tình thế, sau khi dựng lên Sự kiện Vịnh Bắc Bộ vào tháng 4 năm 1964, Tổng thống Mỹ Johnson có cớ ra Nghị quyết Vịnh Bắc Bộ, theo đó gửi quân đội Mỹ đến Việt Nam trực tiếp tham chiến. Bắt đầu từ tháng 3 năm 1965 lần lượt các đoàn quân được chuyển tới chiến trường Việt Nam cùng với khoảng 20.000 "cố vấn" đã có từ trước, số lượng quân đội Mỹ lên tới khoảng 540.000 người vào thời điểm năm 1968. Chiến tranh bùng nổ ác liệt năm 1964 ở khu vực Nam Việt Nam, các vùng biên giới với Campuchia và Lào, và các trận không kích của Mỹ đánh vào miền Bắc Việt Nam. Một bên là Quân lực Việt Nam Cộng hòa, Hoa Kỳ và các đồng minh của Hoa Kỳ gồm Hàn Quốc, Thái Lan, Úc, New Zealand, Philippines tham chiến trực tiếp. Một bên là Việt Nam Dân chủ Cộng hòa và Mặt trận Dân tộc Giải phóng miền Nam Việt Nam tham chiến, còn Liên Xô và Trung Quốc chỉ cung cấp viện trợ quân sự và huấn luyện.
Sau giai đoạn đảo chính liên tiếp, năm 1967, Nguyễn Văn Thiệu lên làm Tổng thống nền Đệ nhị Cộng hòa của Việt Nam Cộng hòa. Ở miền Bắc, Lê Duẩn là lãnh đạo của Việt Nam Dân chủ Cộng hòa sau khi Chủ tịch Hồ Chí Minh qua đời vào năm 1969.
Đầu năm 1968, Quân Giải phóng miền Nam Việt Nam và nhân dân địa phương mở cuộc tổng tấn công Chiến dịch Tết Mậu Thân vào hầu hết các thành phố chính ở miền Nam Việt Nam, tuy thất bại về mặt chiến thuật nhưng đã đạt được mục đích đề ra: khiến cho Chính phủ và dân chúng Mỹ mất lòng tin vào khả năng chiến thắng của quân đội Mỹ ở Việt Nam cũng như buộc Chính phủ Mỹ phải ngồi đàm phán với Chính phủ Cách mạng lâm thời Cộng hòa miền Nam Việt Nam. Tới tháng 11 năm 1968, Johnson tuyên bố dừng hoàn toàn "tất cả cuộc không kích, pháo kích và hải chiến với Bắc Việt Nam" và đồng ý ngồi vào đàm phán. Tuy nhiên, 1 năm sau, Tổng thống kế nhiệm Richard Nixon thông báo Mỹ quay trở lại, Nixon và cố vấn Henry Kissinger cho ra đời chiến lược "Việt Nam hóa chiến tranh". Vào tháng 6 năm 1969, Mặt trận Dân tộc Giải phóng miền Nam Việt Nam tuyên bố thành lập Chính phủ Cách mạng lâm thời Cộng hòa miền Nam Việt Nam. Cùng với chiến sự ở chiến trường, cả hai bên đều tìm kiếm giải pháp chấm dứt chiến tranh thông qua các cuộc hội đàm ở Paris. Nội dung đàm phán được thực hiện qua các phiên họp kín giữa Hoa Kỳ và Việt Nam Dân chủ Cộng hòa, vốn là 2 bên thực sự điều khiển cuộc chiến (2 đoàn còn lại là Việt Nam Cộng hòa và Cộng hòa miền Nam Việt Nam chỉ tham gia cho có đủ danh nghĩa). Mãi đến tháng 1 năm 1973, Hiệp định Hòa bình Paris mới được ký giữa 4 bên, sau thất bại nặng nề của Mỹ trong các cuộc không kích vào Hà Nội, Hải Phòng và các thành phố khác ở miền Bắc Việt Nam do không lực Hoa Kỳ tiến hành cuối năm 1972.
Tháng 1 năm 1974, Trung Quốc đã tấn công vào quần đảo Hoàng Sa lúc đó đang do chính quyền Việt Nam Cộng hòa kiểm soát và chiếm đóng hoàn toàn quần đảo này.

Các xe tăng số 390 (trái) và số 843 (phải) của Quân Giải phóng miền Nam Việt Nam tiến vào Dinh Độc Lập trưa ngày 30 tháng 4 năm 1975

Sau Hiệp định Paris 1973, quân viễn chinh Mỹ rút khỏi Việt Nam – theo đúng điều khoản đầu tiên của hiệp định là công nhận sự "độc lập, chủ quyền, thống nhất và toàn vẹn lãnh thổ" của Việt Nam. Các điều khoản khác là đình chiến và giữ lãnh thổ của mỗi bên trước khi đình chiến, tổng tuyển cử để xác định chính quyền tương lai ở miền Nam. Hiệp định nói rõ Hoa Kỳ phải triệt thoái quân hoàn toàn trong vòng 60 ngày. Mặc dù đã có hiệp định nhưng Chiến tranh Việt Nam vẫn tiếp diễn do Quân lực Việt Nam Cộng hòa vi phạm hiệp định. Tiêu biểu, ngay khi Hiệp định có hiệu lực, QLVNCH đã tấn công cảng Cửa Việt của Quân Giải phóng miền Nam Việt Nam. Với sự rút quân của Hoa Kỳ cùng với những điểm yếu nội tại của mình, Quân lực Việt Nam Cộng hòa không thể tòn tại được lâu. Đến giữa tháng 3 năm 1975, Quân Giải phóng miền Nam Việt Nam mở cuộc tấn công ở Tây Nguyên, khởi đầu những chiến dịch nối tiếp nhau. Quân Việt Nam Cộng hòa thất bại liên tục, để mất Tây Nguyên rồi Huế, Đà Nẵng sau chưa đầy 1 tháng.
Ngày 30 tháng 4 năm 1975, Quân Giải phóng miền Nam Việt Nam giành được quyền kiểm soát Sài Gòn, chính phủ của Tổng thống Dương Văn Minh của Việt Nam Cộng hòa tuyên bố đầu hàng Chính phủ Cách mạng lâm thời Cộng hòa miền Nam Việt Nam.

#### Thời kỳ đầu sau thống nhất (1976–1986)
Ngày 25 tháng 4 năm 1976, Việt Nam Dân chủ Cộng hòa và Cộng hòa miền Nam Việt Nam tổ chức Tổng tuyển cử để thống nhất về mặt nhà nước thành một quốc gia có tên chính thức là Cộng hòa Xã hội chủ nghĩa Việt Nam. Năm 1977, Việt Nam trở thành thành viên của Liên Hợp Quốc.
Tuy nhiên, do những nguyên nhân cả chủ quan lẫn khách quan như: chủ trương thống nhất mọi mặt theo tiêu chuẩn miền Bắc (thí dụ, kế hoạch xã hội hóa toàn bộ kinh tế miền Nam nhằm hợp nhất với kinh tế miền Bắc); các cuộc tấn công liên tục vào Nam bộ của quân đội Khmer Đỏ, thiên tai và lũ lụt năm 1977 và 1978, Trung Quốc tấn công vào các tỉnh biên giới phía Bắc, di chứng chiến tranh như chất độc da cam, bom mìn chưa nổ... đã tạo ra những gánh nặng lớn cho nền kinh tế. Sự đe dọa của chiến tranh, đời sống giảm sút gây ra một làn sóng người vượt biên ra nước ngoài bắt đầu từ năm 1978, chủ yếu là người Hoa. 
Sau chiến tranh Việt Nam, Campuchia nhiều lần xâm phạm lãnh thổ của Việt Nam dù cho Việt Nam đã có nhiều động thái để duy trì hòa bình. Tháng 5 năm 1975, Khmer Đỏ đã tấn công đảo Phú Quốc và Thổ Chu của Việt Nam. Từ năm 1975–1978, tranh chấp và xung đột biên giới xảy ra thường xuyên, với sự hậu thuẫn của Trung Quốc, quân đội Khmer Đỏ nhiều lần tiến hành các cuộc đột kích vào sâu trong lãnh thổ Việt Nam, theo thống kê, có khoảng 30.000 thường dân và hàng nghìn quân lính Việt Nam bị quân đội Khmer Đỏ giết hại trong các cuộc tấn công dọc biên giới trong thời gian này.
Vào tháng 12 năm 1978, quân Khmer Đỏ mở các cuộc tấn công lớn vào các tỉnh biên giới từ Tây Ninh đến Kiên Giang, thị xã Hà Tiên bị chiếm. Quân đội Việt Nam tổ chức phản công, tới ngày 7 tháng 1 năm 1979, họ tiến quân vào thủ đô Phnom Penh đánh đuổi Khmer Đỏ. Trước việc Khmer Đỏ tổ chức diệt chủng ở Campuchia và tấn công xâm lược vào lãnh thổ của Việt Nam, quân đội Việt Nam buộc phải tiến hành can thiệp. Ngày 8 tháng 1, với sự hậu thuẫn của Việt Nam, Hội đồng Nhân dân Cách mạng Campuchia được thành lập do Heng Samrin làm chủ tịch. Khoảng 10 ngày sau, hội đồng này ký hiệp ước với Việt Nam, hợp thức hóa sự hiện diện của quân đội Việt Nam trên đất Campuchia. Tới năm 1989, quân đội Việt Nam rút về nước sau khi chính quyền của Campuchia ổn định, lực lượng diệt chủng bị đẩy lùi.
Sự kiện Việt Nam phản công và lật đổ chế độ Khmer Đỏ ở Campuchia là cái cớ để Trung Quốc, vốn ủng hộ chế độ Khmer Đỏ, có lý do tấn công xâm lược Việt Nam, với tuyên bố của Chủ tịch Trung Quốc là Đặng Tiểu Bình: "Việt Nam là côn đồ, phải dạy cho Việt Nam một bài học". Ngày 17 tháng 2 năm 1979, với lực lượng khoảng 400.000 quân, Trung Quốc đã bất ngờ tấn công vào các tỉnh biên giới phía Bắc của Việt Nam từ Quảng Ninh tới Lai Châu, sau 3 tuần đã chiếm được thủ phủ các tỉnh này. Sau sự yếu thế ban đầu, Việt Nam đã tổ chức phản công lại và cùng với những quân đoàn thiện chiến được chuyển từ chiến trường Campuchia ra đã dần giành lại được lợi thế. Tới ngày 18 tháng 3 năm 1979, Trung Quốc tuyên bố rút quân khỏi những vùng biên giới mà họ đánh chiếm được.
Sự kiện này đã gây nên cuộc khủng hoảng "Hoa kiều" ở trong nước. Đầu thập niên 1980, nhiều người gốc Hoa do lo sợ chiến tranh giữa hai nước nên đã chạy khỏi Việt Nam về Trung Quốc, hoặc trở thành "thuyền nhân" chạy sang nước khác. Cuộc chiến này cũng đưa tới việc cắt đứt quan hệ ngoại giao giữa hai nước, hơn 13 năm sau, tới năm 1992, hai nước mới bình thường hóa lại quan hệ ngoại giao.
Cũng trong thời gian này, tháng 3 năm 1988, Trung Quốc sử dụng tàu chiến để tấn công các tàu công binh của phía Việt Nam, mở cuộc hải chiến vào các bãi đá Cô Lin, Len Đao, Gạc Ma thuộc quần đảo Trường Sa và chiếm đóng Gạc Ma, phía Việt Nam bảo vệ được bãi Cô Lin và Len Đao thành công.

#### Thời kỳ đổi mới (1986–nay)
Năm 1986, Đại hội Đảng Cộng sản Việt Nam VI tiến hành chính sách "Đổi Mới", đứng đầu là ông Nguyễn Văn Linh, để hợp lý hóa cơ cấu hành chính, cải cách cơ cấu Đảng, chính quyền pháp quyền, dân chủ hơn, cải cách kinh tế theo hướng kinh tế thị trường với định hướng Xã hội chủ nghĩa.
Công cuộc đổi mới được phát hành toàn diện, tình hình kinh tế đã được cải thiện đáng kể, từ một nước nhập khẩu và nhận viện trợ của nước ngoài thành nước xuất khẩu. Trước 1989, Việt Nam nhập khẩu lương thực nhưng từ năm 1989, Việt Nam bắt đầu xuất khẩu 1–1,5 triệu tấn gạo mỗi năm; và tăng dần hàng năm: 4,5 triệu tấn (năm 2004), 4,9 triệu tấn (năm 2005), đứng thứ 2 thế giới về xuất khẩu gạo. Lạm phát giảm dần (đến năm 1990 còn 67,4%) và năm 2005 lạm phát chỉ còn 8,5%.
Trong thời gian 1991–1995, nhịp độ tăng bình quân hàng năm về tổng sản phẩm trong nước (GDP) đạt 8,2%. Đến tháng 6 năm 1996, đầu tư trực tiếp của nước ngoài lũy kế đã đạt trên 30,5 tỷ USD. Lạm phát giảm từ 67,1% (1991) xuống còn 12,7% (1995) và 4,7% (1996).
Năm 2004, Việt Nam đã đạt được mức tăng trưởng là 7,7% cao hơn mức tăng trưởng năm trước và đứng thứ 2 trong khu vực, sau Singapore. (Tổng sản phẩm quốc nội đạt 35 tỷ USD, khoảng bằng GDP của bang Mecklenburg-Vorpommern của Đức). Sự phát triển bền vững được thể hiện qua sự tăng trưởng của kim ngạch xuất khẩu (tăng 30%) cũng như sự tăng trưởng của sản xuất công nghiệp và xây dựng (10,2%). Năm 2005, tăng trưởng GDP của Việt Nam là 8,5%.
Đến nay, Việt Nam đã thiết lập quan hệ ngoại giao với 180 nước, có quan hệ buôn bán với trên 150 nước. Các công ty của hơn 100 nước và vùng lãnh thổ đã đầu tư trực tiếp vào Việt Nam.
Năm 1995, Việt Nam đã bình thường hóa quan hệ với Mỹ, và tiếp đó gia nhập ASEAN, APEC, thành viên diễn đàn ASEM. Ngày 7 tháng 11 năm 2006, đã trở thành thành viên thứ 150 của WTO.
Ngày 11 tháng 1 năm 2007, Việt Nam chính thức trở thành thành viên thứ 150 của Tổ chức Thương mại Thế giới (WTO) sau 11 năm đàm phán. Vào ngày 16 tháng 10 năm 2007, Việt Nam đã được bầu làm một trong các thành viên không thường trực của Hội đồng Bảo an Liên Hiệp Quốc nhiệm kỳ 2008–2009. Ngay sau khi gia nhập WTO, nền kinh tế Việt Nam đã tăng trưởng chậm lại do tác động của cuộc khủng hoảng tài chính toàn cầu năm 2008. Điều này cũng đặt ra yêu cầu cho Đảng Cộng sản Việt Nam phải ngăn chặn, khắc phục triệt để một bộ phận cán bộ, Đảng viên suy thoái tư tưởng chính trị, đạo đức lối sống và xây dựng Đảng trong sạch, vững mạnh, song song với việc đề cao cảnh giác các thế lực thù địch. Đến năm 2015, kinh tế Việt Nam đã có những dấu hiệu hồi phục mạnh mẽ.
Về các tác động ngoại cảnh, các sự kiện tranh chấp ở biển Đông như tàu địa chấn Bình Minh 02 bị hải giám Trung Quốc cắt cáp, Vụ giàn khoan Hải Dương 981 và việc Trung Quốc xây đảo nhân tạo ở biển Đông là các sự kiện chính ảnh hưởng đến tình hình chính trị Việt Nam hiện nay. Điều này thúc đẩy Việt Nam tiếp tục đóng góp nhiều hơn vào việc hình thành Cộng đồng Kinh tế ASEAN và hợp tác toàn diện với Hoa Kỳ, ký các Hiệp định thương mại tự do với Nhật Bản, Hàn Quốc và Liên minh châu Âu.

#### Tham gia Cộng đồng Kinh tế ASEAN
Ngày 31 tháng 12 năm 2015, Việt Nam chính thức tham gia thành lập Cộng đồng Kinh tế ASEAN – ASEAN Economic Community, viết tắt AEC, gồm 10 quốc gia thành viên. AEC sẽ là cơ hội quý báu để Việt Nam đẩy mạnh xuất khẩu, thu hút đầu tư nước ngoài, nhanh chóng bắt nhịp với xu thế và trình độ phát triển kinh tế của khu vực và thế giới.
Tuy nhiên, bên cạnh những thuận lợi lớn, AEC ra đời, các doanh nghiệp Việt Nam cũng sẽ phải đối mặt với nhiều thách thức. Việc cạnh tranh về dịch vụ đầu tư của các nước ASEAN sẽ dẫn đến một số ngành, doanh nghiệp phải thu hẹp sản xuất, thậm chí rút khỏi thị trường. Các nước sẽ mở rộng thị trường xuất khẩu cho hàng hóa của Việt Nam nhưng đồng thời Việt Nam cũng phải mở cửa cho hàng hóa cạnh tranh của các nước trong ASEAN.
Việc tham gia AEC cũng sẽ là cơ hội lớn để Việt Nam đẩy mạnh cải cách thể chế, hiện đại hóa nền kinh tế, nâng cao trình độ phát triển. Tuy nhiên, trong những năm tới, Việt Nam cũng đứng trước sức ép rất lớn về cải cách thể chế, tái cơ cấu kinh tế, nâng cao trình độ khoa học – công nghệ và năng lực cạnh tranh, trong bối cảnh ASEAN nhảy vọt từ nấc Khu vực Mậu dịch Tự do ASEAN (AFTA) lên nấc thang Cộng đồng Kinh tế (AEC). Hiện nay, trình độ phát triển của Việt Nam còn kém nhiều quốc gia trong ASEAN như: Singapore, Malaysia, Thái Lan Nền quản lý hành chính lạc hậu, nhiều thủ tục rườm rà gây ảnh hưởng tiêu cực nghiêm trọng đến năng lực cạnh tranh, chi phí về thời gian và tiền bạc của doanh nghiệp Việt Nam. Thực tế này cho thấy, cải cách thể chế, tái cơ cấu kinh tế, nâng cao trình độ khoa học – công nghệ và năng lực cạnh tranh đang là đòi hỏi cấp thiết đặt ra cho Việt Nam trong giai đoạn tới.

#### Kỷ nguyên vươn mình (2024 - nay)
Ngày 23 tháng 9 năm 2024, tại Đại học Columbia, Tổng bí thư Tô Lâm đã phát biểu rằng sau gần 80 năm thành lập đất nước và gần 40 năm đổi mới, dưới sự lãnh đạo của Đảng Cộng sản, Việt Nam đang bước vào một giai đoạn lịch sử mới. Ông đã nhấn mạnh rằng đây là kỷ nguyên phát triển của Dân tộc. Từ đầu năm 2025 đến nay, việc cải cách hành chính, sắp xếp tinh gọn bộ máy từ cấp trung ương đến địa phương được diễn ra quyết liệt, theo tinh thần "vừa chạy, vừa xếp hàng" mà Nhà nước đề ra, đến 30/6/2025, cả nước hoàn thành cơ bản việc tinh gọn bộ máy từ cấp trung ương đến địa phương.

## Tên nước qua các thời kỳ
Tên gọi của Việt Nam qua các thời như sau:

### Thời Hồng Bàng
- Văn Lang: thời Hùng Vương
- Âu Lạc: thời An Dương Vương

### Thời Bắc thuộc
- Nam Việt: thời nhà Triệu, vương quốc Nam Việt gồm Bắc Bộ và Bắc Trung Bộ Việt Nam, đại bộ phận tương đương Quảng Đông, Quảng Tây và một phần tương đương nam bộ Quý Châu hiện nay.[38]
- (thuộc) Giao Chỉ bộ: Bắc thuộc thời Hán, bộ Giao Chỉ gồm Bắc Bộ và Bắc Trung Bộ Việt Nam, Quảng Đông, Quảng Tây và đảo Hải Nam.
- (thuộc) Giao Châu: Bắc thuộc từ thời Đông Ngô đến thời Đường, Giao Châu bao gồm cả Quảng Đông.
- Vạn Xuân: Giai đoạn độc lập ngắn dưới thời nhà Tiền Lý (542–602).
- An Nam đô hộ phủ: Bắc thuộc thời Đường (618–866).
- Tĩnh Hải quân: tiếp tục trong thời thuộc Đường qua thời Tự chủ tới hết thời nhà Ngô (866–967).

### Thời phong kiến độc lập
- Đại Cồ Việt: thời Nhà Đinh – Nhà Tiền Lê và đầu thời Nhà Lý, từ 968–1054.
- Đại Việt: thời Nhà Lý – Nhà Trần, từ 1054–1400.
- Đại Ngu: thời Nhà Hồ, từ 1400–1407.
- Đại Việt: thời Nhà Hậu Lê-Nhà Tây Sơn và 3 năm đầu thời nhà Nguyễn, từ 1428–1804.
- Việt Nam: thời Nhà Nguyễn, từ năm 1804–1839.
- Đại Nam: thời Nhà Nguyễn, từ năm 1839–1945.

### Thời Pháp thuộc
- (thuộc) Liên bang Đông Dương: nhập chung với Lào, Campuchia, Quảng Châu Loan từ 1887 đến 1945.

### Giai đoạn từ 1945 đến nay
- Đế quốc Việt Nam: tháng 4 năm 1945 – tháng 8 năm 1945 dưới thời chính phủ Trần Trọng Kim, là chính phủ bù nhìn của phát xít Nhật Bản.
- Việt Nam Dân chủ Cộng hòa: từ 2 tháng 9 năm 1945 đến 2 tháng 7 năm 1976.
- Quốc gia Việt Nam: dựng lên bởi chính quyền thực dân Pháp, tồn tại từ 1949 đến 1955 với Quốc trưởng Bảo Đại.
- Việt Nam Cộng hòa: kế thừa từ Quốc gia Việt Nam, tồn tại từ 1955 đến 30 tháng 4,1975 tại miền Nam.
- Mặt trận Dân tộc Giải phóng miền Nam Việt Nam sau hợp nhất với Mặt trận Tổ quốc Việt Nam.
- Chính phủ Cách mạng lâm thời Cộng hoà miền Nam Việt Nam: từ 8 tháng 6 năm 1960 đến 2 tháng 7 năm 1976, tiếp quản miền Nam từ sau 30 tháng 4 năm 1975.
- Cộng hòa Xã hội chủ nghĩa Việt Nam: từ ngày 2 tháng 7 năm 1976 đến nay, kế thừa trực tiếp Việt Nam Dân chủ Cộng hòa và Chính phủ Cách mạng lâm thời Cộng hòa miền Nam Việt Nam.